# Самурайские доспехи

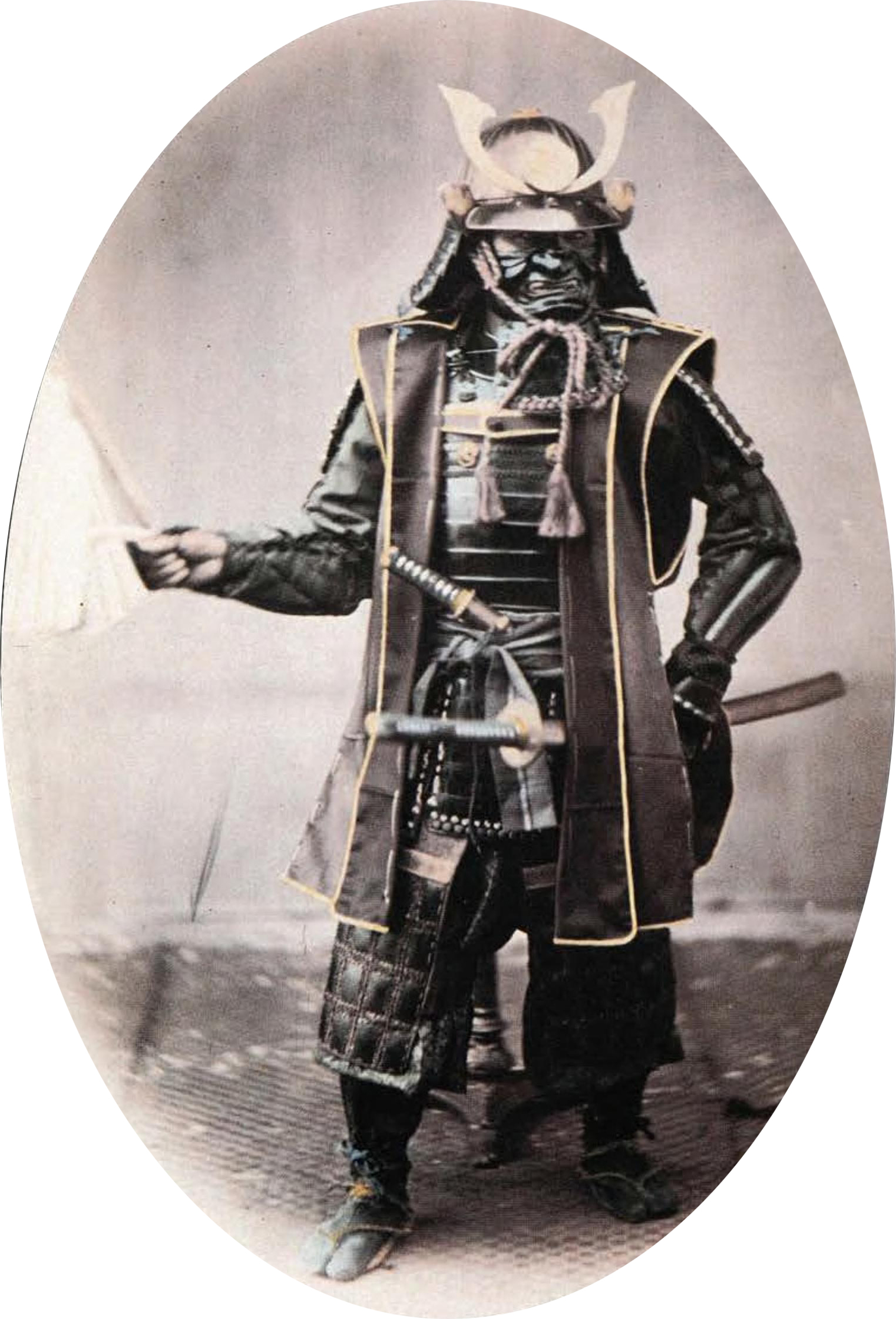
Самурай в окэгава-до с шинной защитой конечностей и бригантинными набедренниками

Самура́йские доспе́хи — общее название различных доспехов, использовавшихся в Японии в разные периоды и отличавшихся разной конструкцией. Делались из металлических пластин, покрытых лаком (для защиты от ржавчины) и с наклеенной на них кожей. В классических доспехах самих пластин почти не видно из-за обильной шёлковой шнуровки, покрывавшей почти всю поверхность пластин (пластины крепились друг к другу шёлковыми шнурами кумихимо).

## Доспехи до эпохи самураев

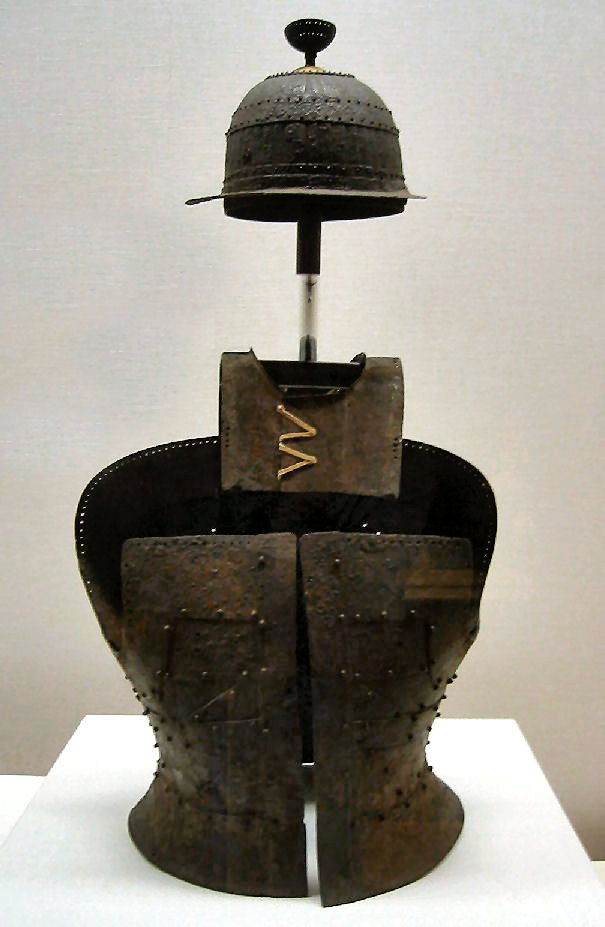
Танко, период Кофун, V век н. э.

### Танко (短甲)
Дословно — «короткий доспех». Танко является древнейшим японским железным доспехом и имел в своей основе сделанную по форме тела открывающуюся спереди кирасу, склёпанную (или, возможно, в отдельных случаях накрепко стянутую шнурами) из отдельных железных полос и воспроизводящую форму более раннего доспеха из кожи, похожего на кожаный корсет. На теле такая кираса удерживалась без плечевых ремней, за счёт сужения на поясе, сверху оставаясь открытой; её дополняли латное ожерелье (своего рода горжет), гибкие ламинарные наплечники до локтей и длинная колоколообразная ламинарная же юбка. Также с этим доспехом носились трубчатые наручи с ламеллярными полурукавицами, частично прикрывающими кисть (оставляя пальцы открытыми), и шлем с выступающим вперёд, как клюв, небольшим гребнем и ламинарным назатыльником характерной японской формы — полукругом. Поножи отсутствовали.

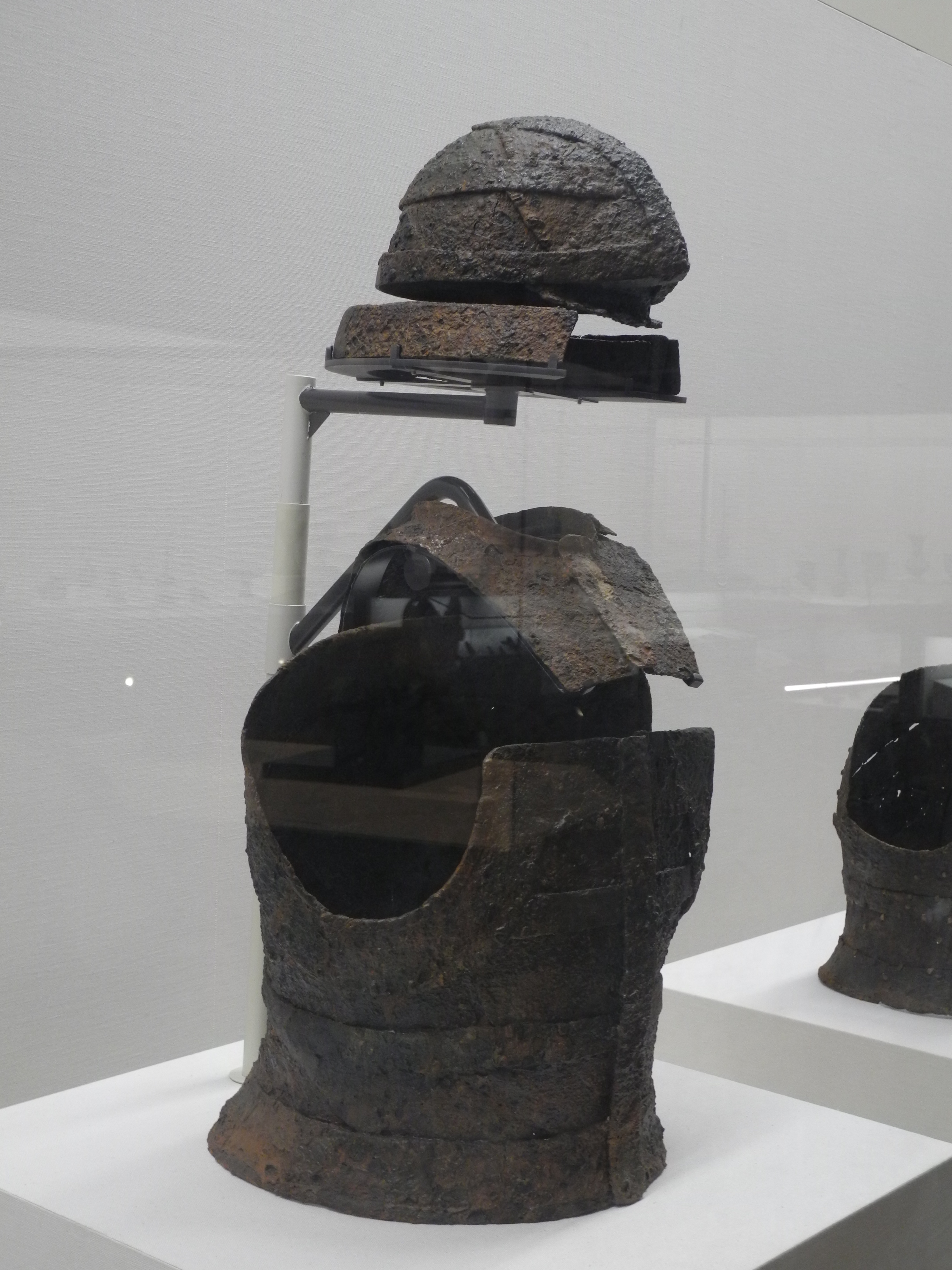
Танко. Токийский национальный музей

Из-за своих конструктивных особенностей танко был предназначен исключительно для пешего боя — сесть в нём на лошадь было невозможно. В остальном, по своей конструкции он был весьма совершенен, и, если не считать существенным недостатком отсутствие поножей, обеспечивал в пешей рукопашной гораздо лучшую защиту, чем более поздние кодзан-до благодаря жёсткой латной кирасе.
Очень похожие на танко кирасы использовались также в Корее эпохи Трёх Царств, что заставляет некоторых исследователей говорить о континентальном происхождении этого типа доспеха.
|  |  |

### Кэйко (挂甲)
«Висячий доспех» — отчасти стилизованная под танко разновидность классического для Восточной Азии ламеллярного доспеха из связанных друг с другом пластин, крепящегося на плечах (отсюда название — кэйко «свисал» с плеч воина) и с более короткой относительно танко юбкой с разрезами. Был создан после того, как в Японию с континента проникли традиции конного боя. Танко оказался для него совершенно непригодным, а импортных ламелляров из Кореи и Китая не хватало на всех всадников (лошади, в отличие от доспехов, умели размножаться). Поскольку кэйко, в отличие от точно подогнанного по фигуре танко, был безразмерным, то и наручи стали часто делать безразмерными — шинной конструкции. Гребень-клюв на шлеме исчез и уступил место козырьку.
С ростом популярности конного боя доспехи танко оказались полностью вытеснены ламеллярными кэйко, так как основные заказчики танко перешли на конный бой и теперь носили кэйко, а те, кто сражался пешком, не могли позволить себе заказать танко (который изготавливался точно по фигуре заказчика). Тем не менее эти типы доспеха сосуществовали в течение достаточно длительного периода времени.

## Классические самурайские доспехи — кодзан-до

Наплечник-«Погон»
о-содэ

### О-ёрой (大鎧)

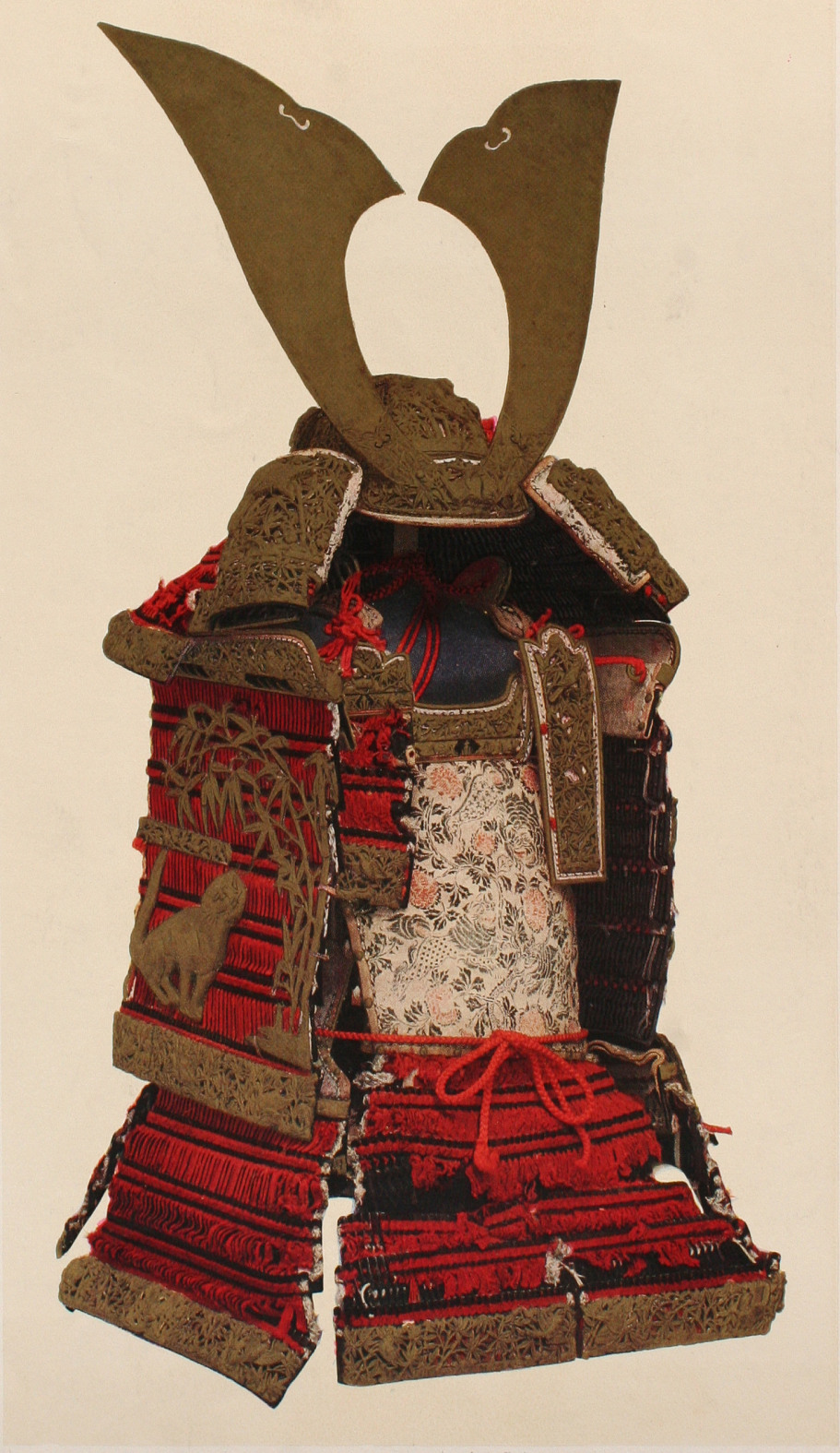
О-ёрой (Касуга тайся)

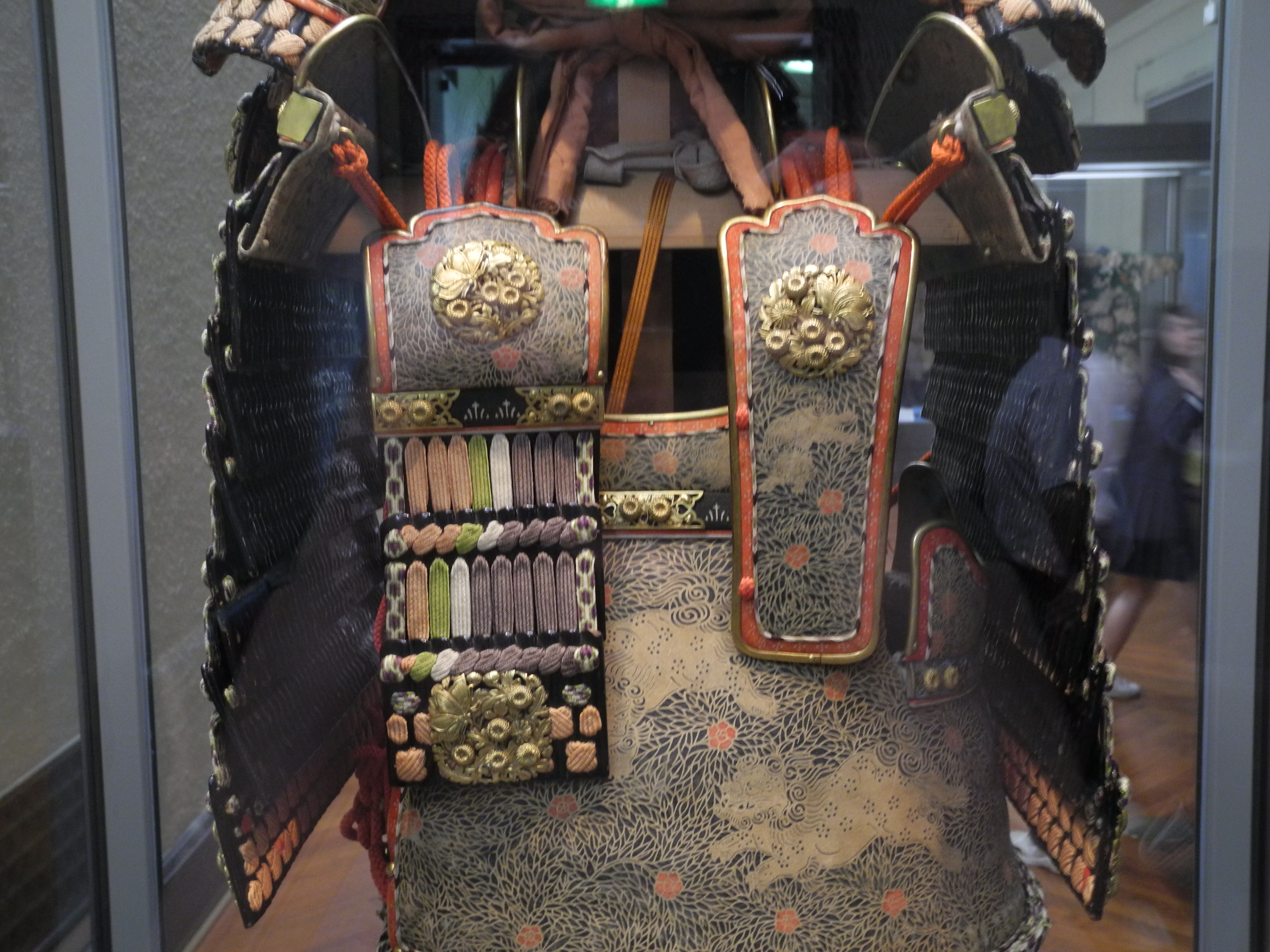
Пластины сэндан-но ита (слева) и кюби-но ита (справа) закрывают легко уязвимые места прикрепления застежек

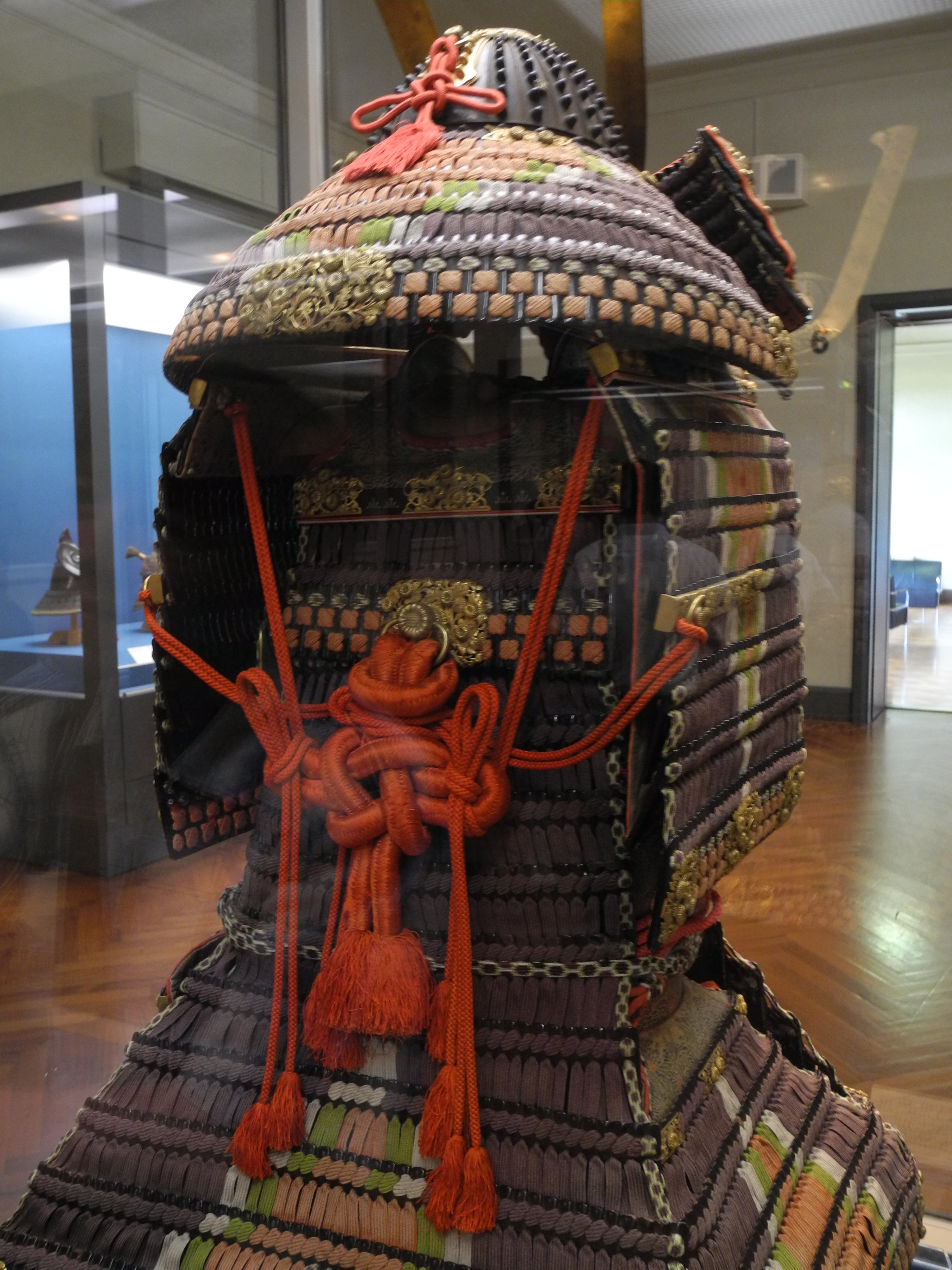
Агэмаки — большой бант, предназначенный для удержания наплечников содэ

Буквально «большой доспех» — самый классический доспех, носившийся и в более позднее время как знак престижа, имевший ламеллярную конструкцию. Высшим шиком считалось носить подлинный фамильный доспех, сохранившийся с эпохи гэмпэй и участвовавший в каком-либо знаменитом сражении этой эпохи, подобные легендарные (и антикварные одновременно) доспехи в рабочем состоянии стоили баснословно дорого (правда, с появлением огнестрельного оружия эти доспехи из боевых превратились в парадные). Характерной особенностью этих доспехов были огромные наплечники о-содэ, превратившиеся в более поздние эпохи в аналог генеральских погон и носившиеся с доспехами других конструкций как символ высокого статуса их носителя. Данный доспех был предназначен прежде всего для конного боя в качестве конного лучника, при стрельбе из лука наплечники съезжали назад, не мешая стрелять, а при опускании рук съезжали обратно, закрывая руки (для сравнения: европейские наплечники настолько мешали стрельбе, что даже те из английских лучников, которые могли позволить себе хороший доспех, никогда не носили наплечников), кроме того, грудь доспеха прикрывалась лакированной кожаной пластиной (выглядящей как кираса), предназначенной для того, чтобы тетива лука не цеплялась за плетение ламелляра.
Другой характерной особенностью этого ламелляра было предельно жёсткое плетение пластин — настолько жёсткое, что если для неяпонских ламелляров была характерна гибкость, то для о-ёрой было характерно отсутствие гибкости, в связи с чем защита корпуса чётко делилась на четыре несгибаемые части — нагрудник, наспинник и две боковые части, одна из которых (на правый бок) была отдельной. Для шлемов было характерно наличие специальных отворотов назатыльника (шедшего полукругом и закрывавшего не только затылок), предназначенных для защиты лица от стрел сбоку. Неотъемлемым атрибутом о-ёрой (и конного самурая вообще) была специальная накидка — хоро, крепившаяся к шлему и на пояснице, предназначенная для снижения импульса стрел, пущенных в спину. Накидка развевалась на скаку подобно парусу, и стрелы, попав в неё, долетали до основной брони ослабленными (подобная идея используется в противокумулятивных экранах современных танков, а также для защиты подводной части кораблей).
Начиная с XIII века (в период отсутствия войн) о-ёрой стали делать из очень мелких пластин, на что существуют две противоположные точки зрения:
- это улучшило защиту, так как благодаря этому доспех становился более вязким и его труднее пробивали стрелы
- это ухудшило защиту, так как мало того, что мелкие пластины менее прочные, так их ещё и обильно перфорировали, ещё более снижая прочность; более того, тогда же была тенденция в декоративных целях обильно перфорировать шлемы ради украшения их декоративными заклёпками, а с началом эпохи междоусобных войн доспехи стали делать из более крупных пластин

но все сходятся в том, что доспех из очень мелких пластин стоил существенно дороже, чем из более крупных (за исключением фамильных реликивий из крупных пластин, хранившихся ещё с эпохи гэмпэй и оценивавшихся как бесценные).

### До-мару (胴丸)

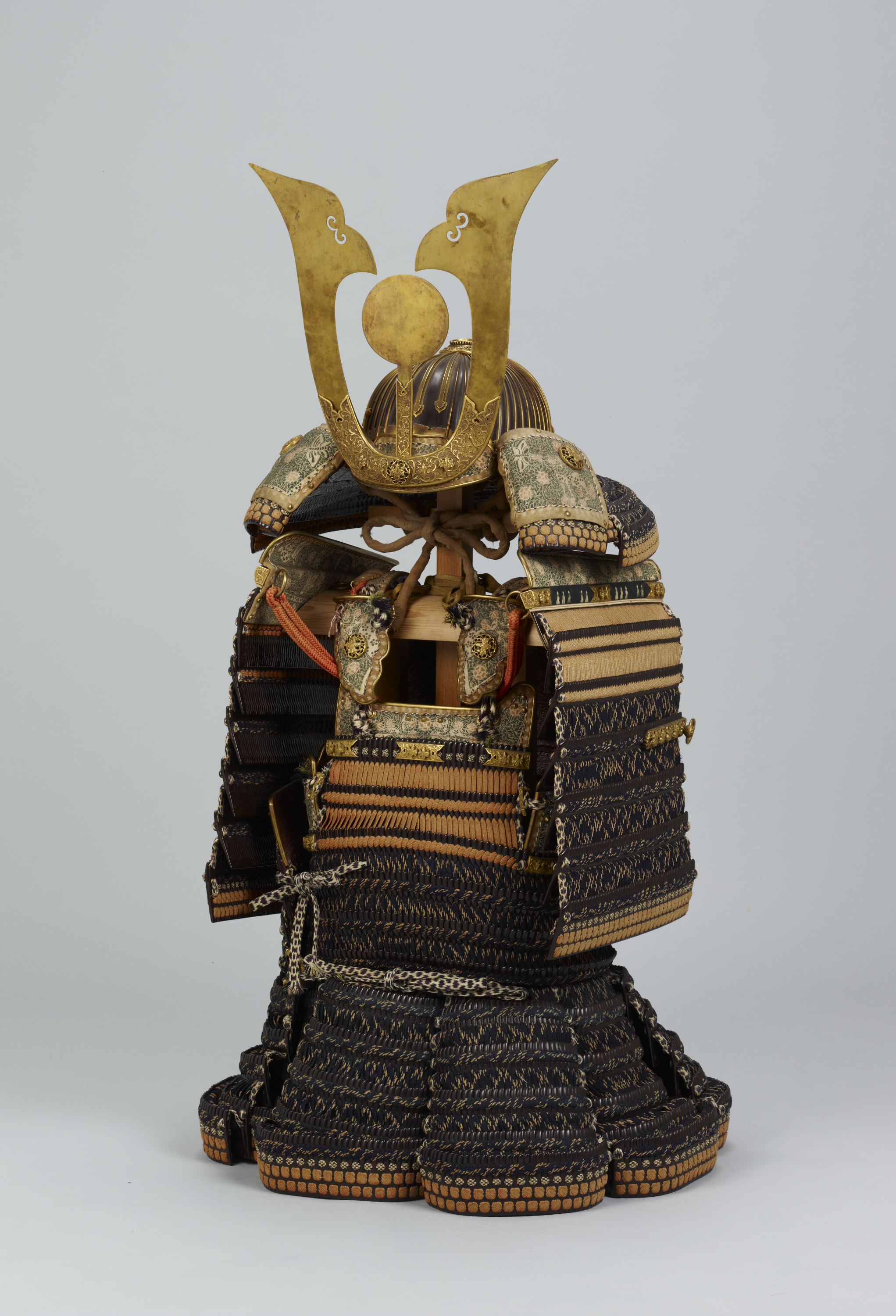
До-мару

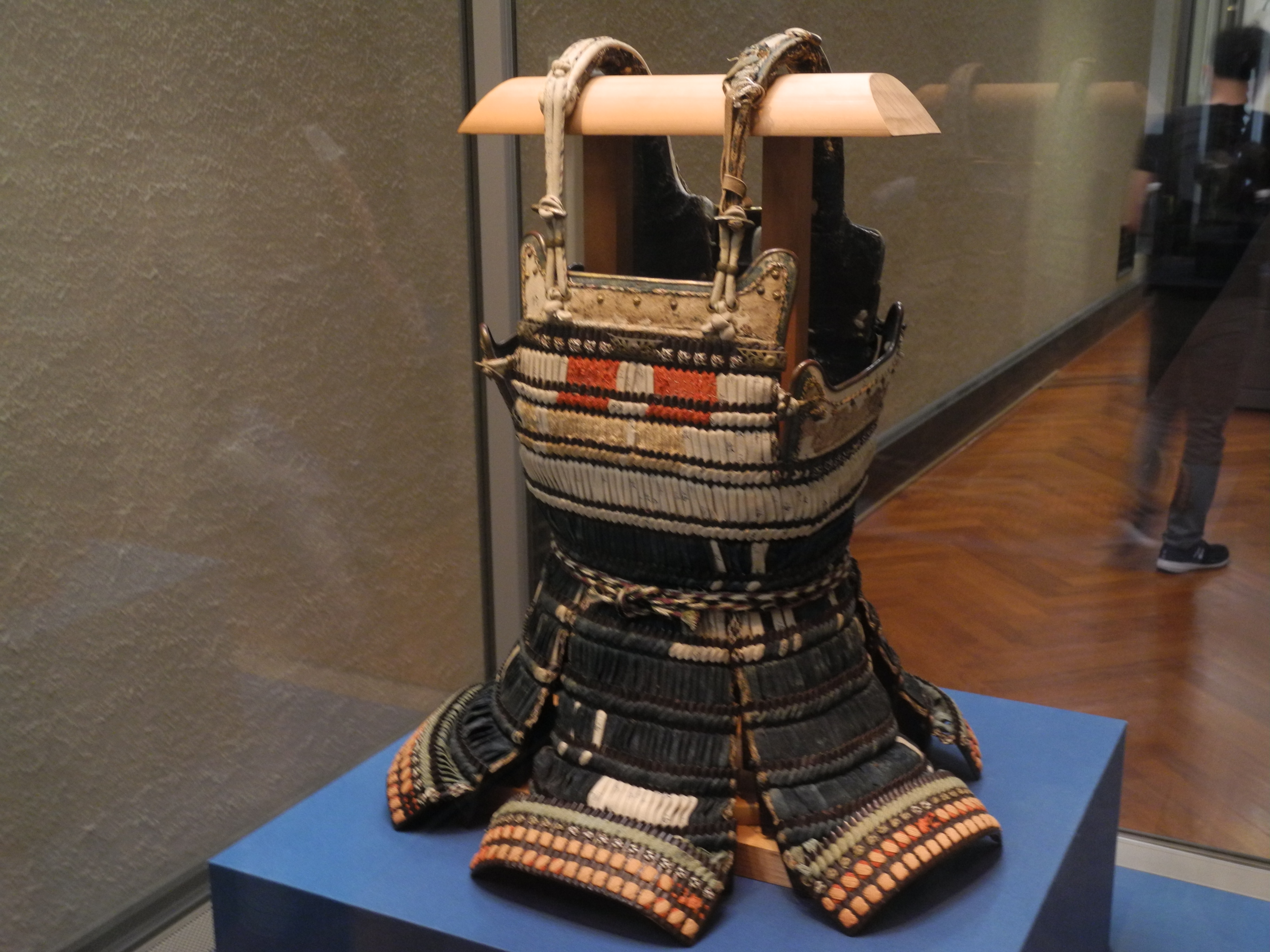
До-мару. Токийский национальный музей

Буквально «вокруг тела» — ламеллярный доспех, который, в отличие от о-ёрои, предназначен для пешего боя и
самостоятельного надевания (без помощи слуг), так как изначально носился слугами, сопровождавшими конного
буси в бой пешком. Но после появления пеших буси стал носиться и ими.
- Пояснение: в середине Хэйан словом самурай называли пеших воинов (подразумевая вооружённых слуг и профессиональных солдат), а конных лучников называли буси, но к концу Хэйан слово самурай стало синонимом буси, и в эпоху Гэмпэй, самурай уже мыслился исключительно как конный лучник. Но после попытки монгольского вторжения, с увеличением числа самураев, снова появились пешие самураи.

К отличительным особенностям до-мару относились менее жёсткое плетение, застёгивание на правом боку (без дополнительной отдельной части на правый бок), минимальные наплечники — гёё, более простое плетение ламелляра и удобная для бега юбка из большего количества секций.
При этом буси, носившие до-мару, желая подчеркнуть свой статус, надевали к ним большие наплечники — о-содэ (от доспеха о-ёрои), а минимальные наплечники — гёё сдвигали так, что они прикрывали подмышки спереди.

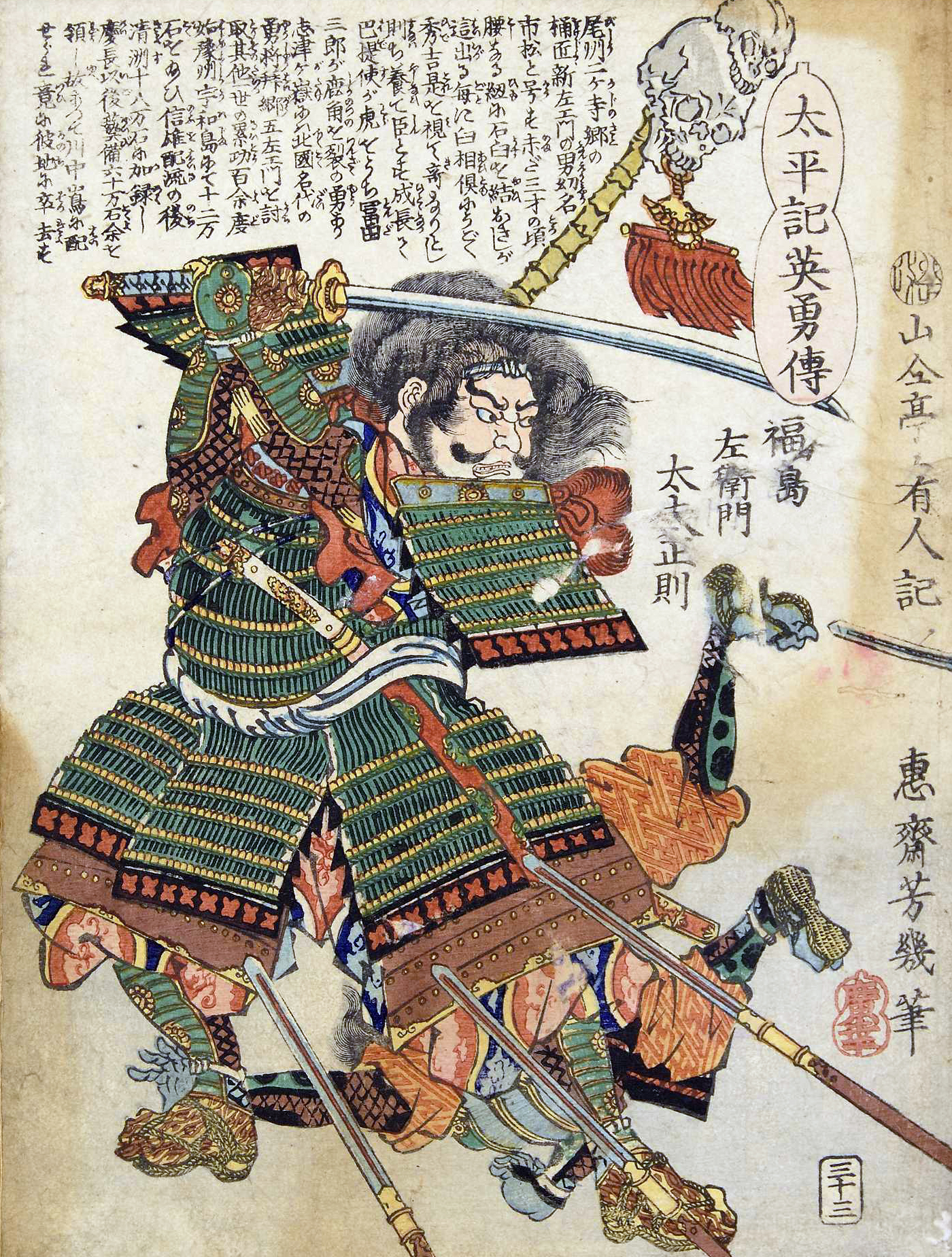
Фукусима Масанори в доспехе до-мару. Гравюра Утагава Ёсиику

### Мару-до-ёрой
Гибрид о-ёрой и до-мару, с большими наплечниками, лакированной кожаной нагрудной пластиной и прочей атрибутикой о-ёрои, но более практичный для пешего боя.

### Харамаки (腹巻)

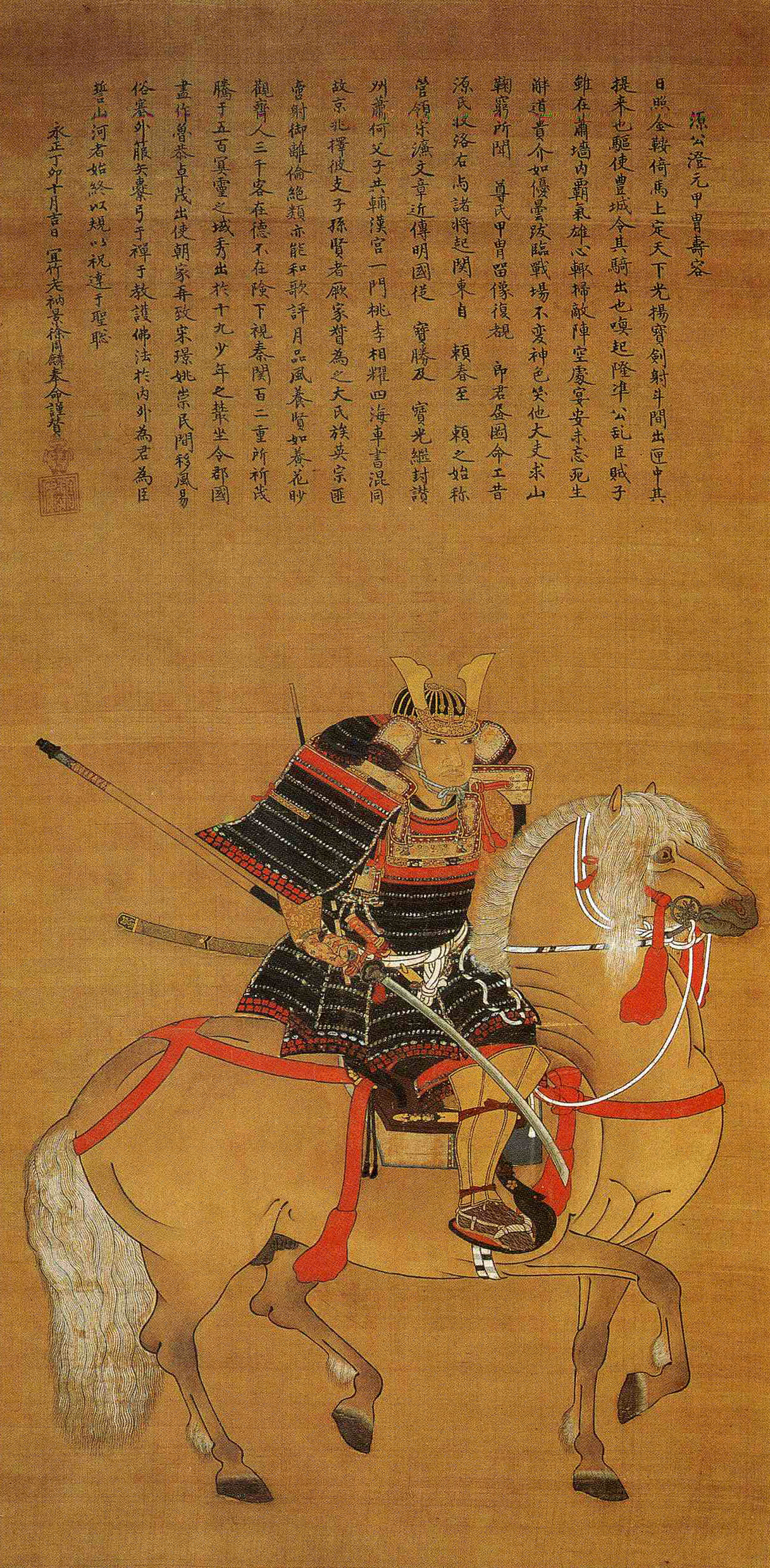
Кано Мотонобу. Конный портрет Хосокава Сумимото (1489—1520) в доспехе харамаки. 1507 г.

Буквально «обмотка вокруг живота» — усовершенствованный до-мару, предназначенный для самураев, главное конструктивное отличие которого от до-мару состояло в том, что он застёгивался на спине, а место застёгивания защищалось сверху дополнительной ламеллярной секцией, именуемой пластина труса — сэ-ита. Помимо больших наплечников — о-содэ, с харамаки носились также и усовершенствованные наплечники предназначенные для пешего боя — цубо-содэ и хиро-содэ, не такие помпезные как о-содэ, но зато более практичные и не соскальзывавшие вниз-назад, открывая плечо при поднятии руки вверх.

### Ёрой-харамаки
Помпезное название для харамаки носимого без пластины труса — сэ-ита.

### Хараатэ
Буквально «защита живота» — ламинарный нагрудник, первоначально носился асигару, в комплекте с полумаской — хаппури, закрывающий лоб и щёки (дешёвых шлемов для асигару тогда ещё не было). Но затем стал носиться также и некоторыми самураями высокого ранга в качестве тайного доспеха под одеждой (благо металлические пластины были покрыты кожей и не выдавали звяканьем своего присутствия).

## Переходной доспех — Могами-до
Ламинарный аналог до-мару или харамаки (соответственно могами-до-мару и могами-харамаки), в ранних вариантах состоящий из обильно перфорированных полос, через которые проходила обильная шнуровка, старательно имитирующая настоящие мелкие пластинки, причем для более убедительной имитации пластины имели зубцы и рельеф, имитирующие наложенные друг на друга мелкие пластинки.
Несмотря на большую жёсткость конструкции по сравнению с ламеллярами, доспехи могами-до тем не менее рассматривались современниками лишь как дешёвая подделка. С появлением более совершенных мару-до, могами-до перестал имитировать ламелляр (скрывать свою ламинарную природу), и продолжал изготавливаться вплоть до появления окэгава-до, но уже как явный ламинарный доспех.

## Самурайские доспехи эпохи Сэнгоку — тосэй-гусоку (当世具足)

### Мару-до
Ламинарный аналог до-мару улучшенной конструкции, с более оптимальным распределением веса доспеха, который теперь не давил тяжестью на плечи, а ложился частично на бёдра, также была улучшена защита верхней части груди и подмышек и увеличено количество рядов ламинара. Также появился бригантинный воротник, расширенные края которого служили небольшими дополнительными (внутренними) наплечниками. Как правило мару-до были обильно перфорированными и подобно могами-до имитировали ламелляр, от чего имели полное название кируцукэ-кодзане-мару-до — буквально ару-до из фальшивых маленьких пластин.

### Хон-кодзанэ-мару-до
Буквально мару-до из настоящих мелких пластинок — ламеллярный аналог мару-до из настоящих вычурно-мелких пластинок (отличающийся от оригинального до-мару улучшенной конструкцией, как у мару-до), созданный для тех, кто презрительно относился к ламинарным доспехам как к дешёвкам, считая ниже собственного достоинства их носить.
Две противоположные точки зрения на существование хон-кодзанэ-мару-до:
- настоящие мелкие пластинки были лучшей защитой, чем ламинар, так как подобная композитная конструкция из композитных пластин (металл, обклеенный кожей и покрытый лаком) расположенных с многократным перехлёстом и обильно прошитых шёлковым шнуром была очень вязкой и являлась наилучшей защитой от стрел
- крайний консерватизм и вычурное эстетство служили причиной существования подобного анахронизма

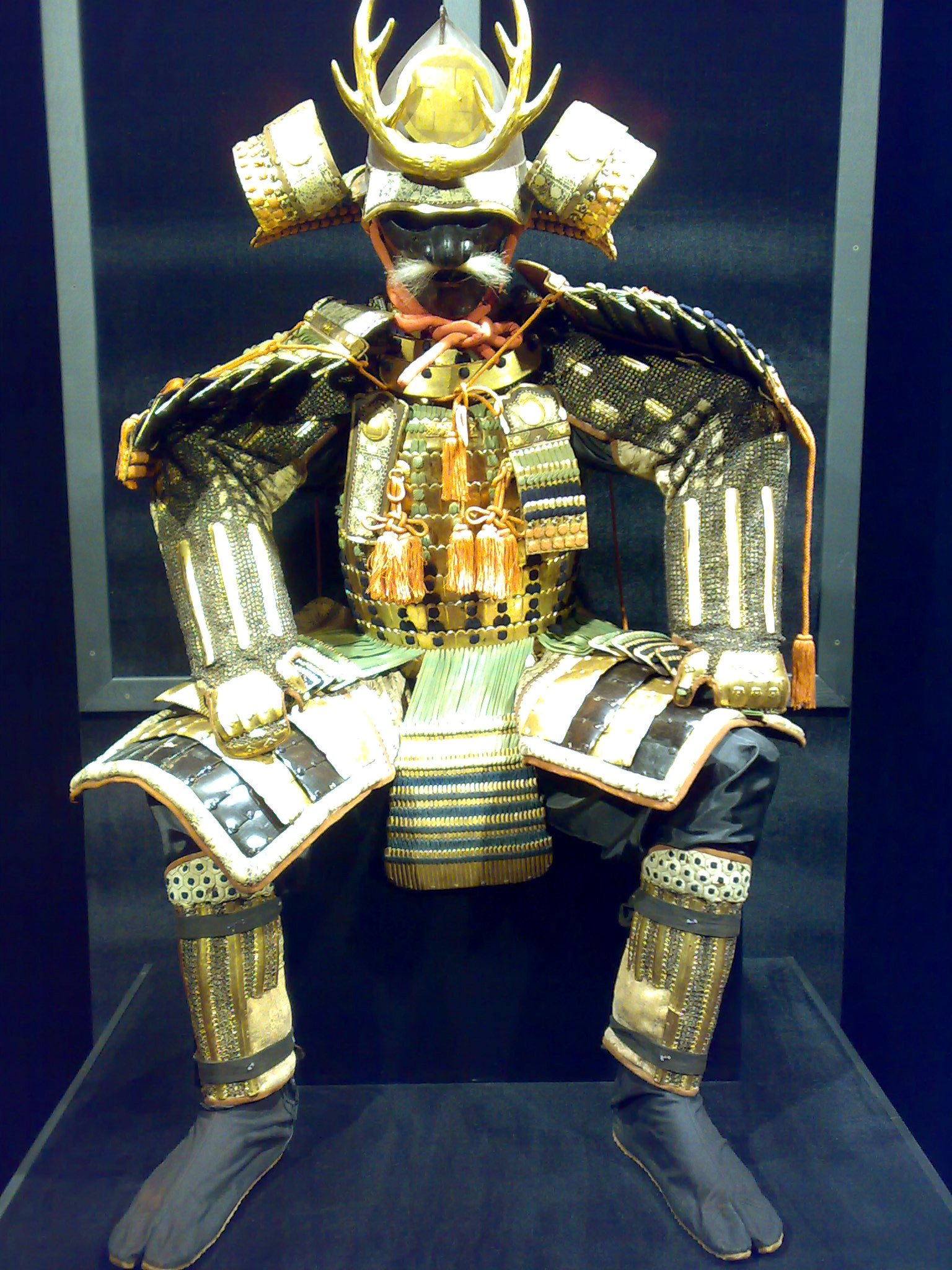
Хон-иёдзанэ-нуинобэ-до

### Нуинобэ-до (Хон-иёдзанэ-нуинобэ-до)
Ламеллярный доспех улучшенной конструкции из больших пластинок с минимальным перехлёстом (называемых иёдзанэ) и редкой шнуровкой, предназначенный для тех, кто хотел настоящий ламелляр, но не мог позволить себе настоящий хон-кодзане-мару-до.

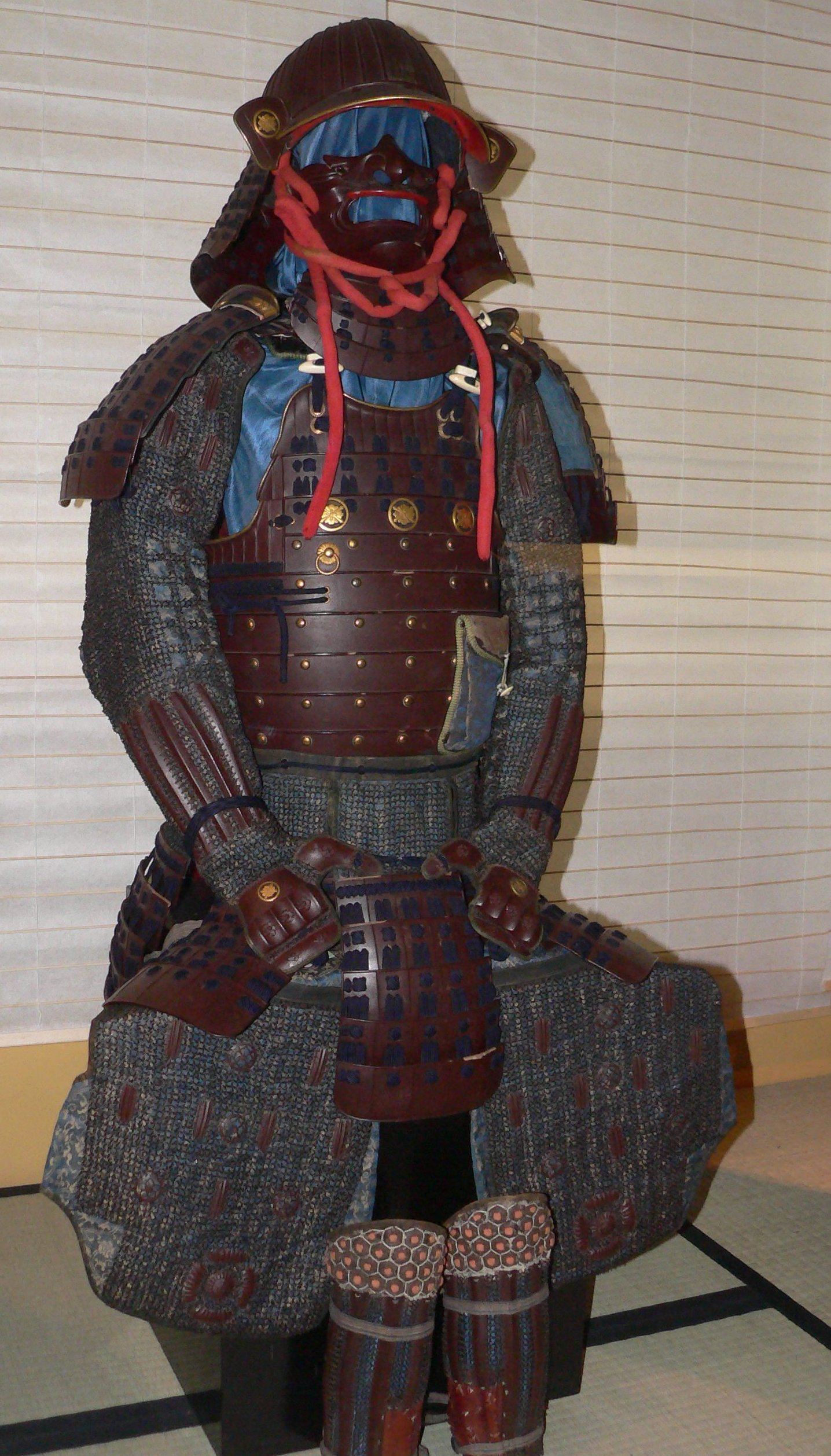
Окэгава-до

### Окэгава-до
Буквально «кираса-бочка» — доспех с кирасой из склёпанных полос, иногда с декоративными заклёпками (которые
могли иметь форму герба — мон). Полосы могли быть как горизонтальными — ёкохаги-окэгава-до, так и вертикальными — татэхаги-окэгава-до.

### Хиси-тодзи-до (Хиси-нуи-до)
Разновидность окэгава-до с перфорацией для плетения шнура с узлами в виде «X» (плетение — хиси-тодзи) с целью имитации ламинара.

### Унамэ-тодзи-до (Мунэмэнуи-до)
Разновидность окэгава-до из горизонтальных полос перфорированных по краям, в целях украшения шнуром плетённым горизонтальной строчкой.

### Дангаэ-до
Доспех в смешанном стиле, например грудь как у хиси-нуи-до, а живот как у мару-до (в стиле кирицукэ-кодзанэ-мару-до, имитирующим ламелляр).

### Хотокэ-до

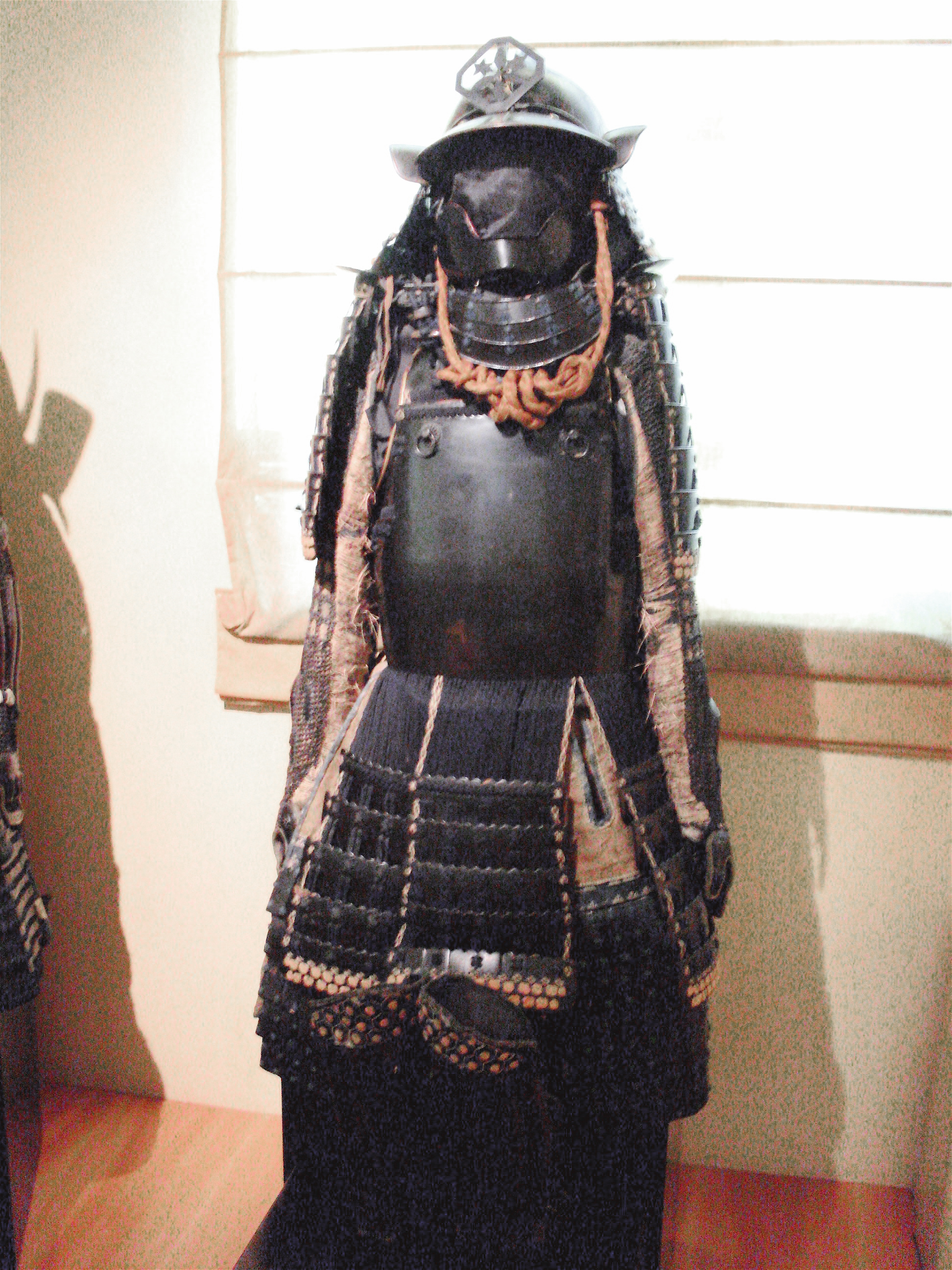
Хотокэ-до
видно что кираса имеет характерную для Японии форму, но при этом не состоит из полос, а является гладкой

Буквально «грудь Будды» — доспех с цельной на вид кирасой, кираса могла быть как действительно цельной, так и состоящей на самом деле из полос (окэгава-до), стыки которых тщательно заполированы.

#### Утидаси-до

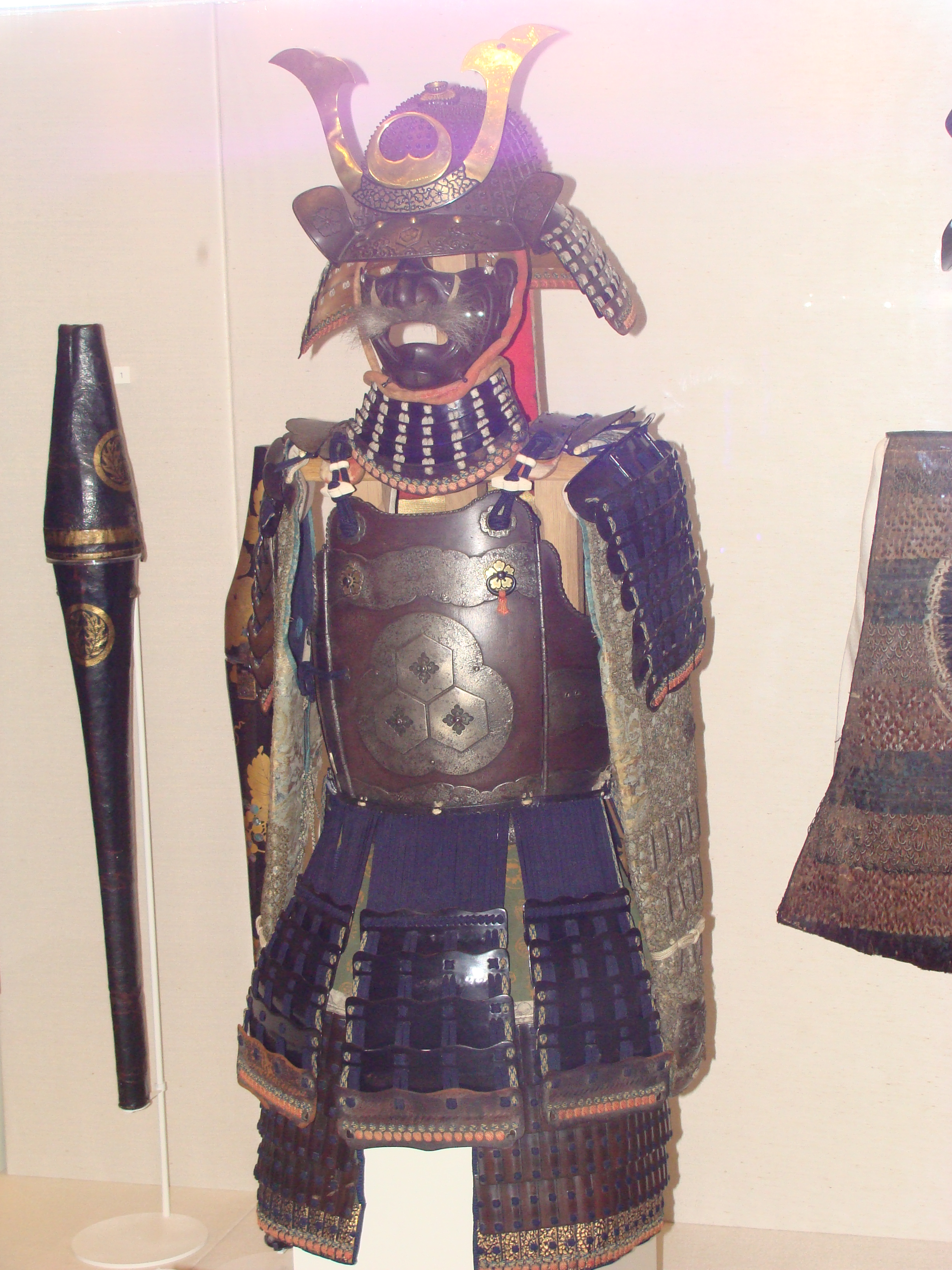
Утидаси-до

После окончания междоусобных войн Сэнгоку, получила распространение разновидность, называющаяся утидаси-до и отличающаяся от обычных гладких хотокэ-до обильными украшениями из чеканки и гравировки (во время войн Сэнгоку подобные украшения считались слишком опасными для владельца, так как за украшения могло зацепиться остриё оружия, которое в случае гладкого доспеха просто соскользнуло бы с него).

### Нио-до
Буквально «грудь Нио» — доспех с кирасой в виде обнажённого торса буддийских стражников — нио, в отличие от мускульных кирас Греции и Рима, мускулистость была необязательной: торс нередко изображался на грани истощения, а порой наоборот покрытым пластами жира.

#### Катахада-нуги-до
Буквально «кираса с обнажённым плечом» — разновидность нио-до с кирасой в виде обнажённого торса с накинутой через одно плечо рясой.

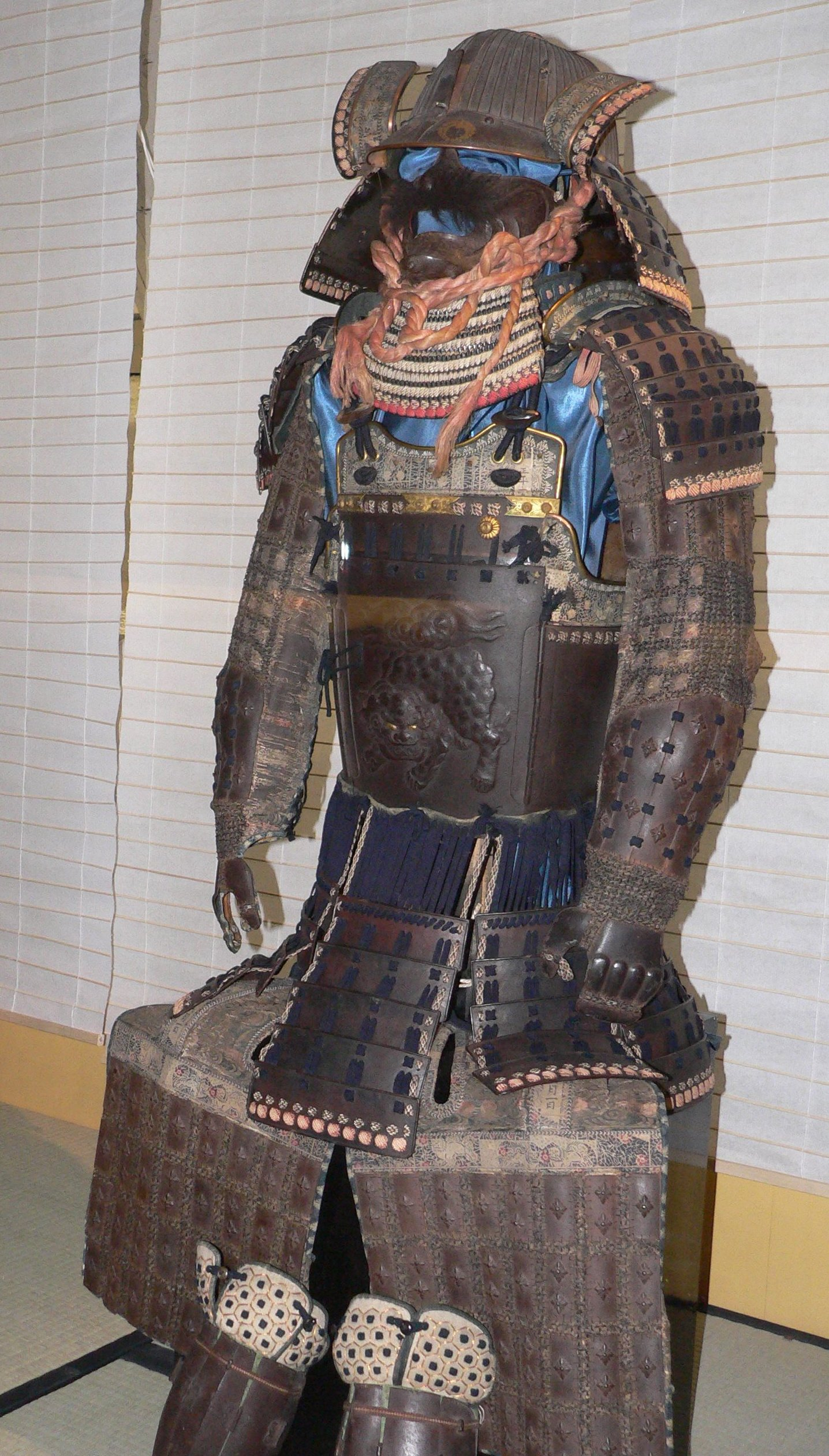
Юкиносита-до

### Юкиносита-до (Сэндай-до)
По имени создателя — Юкиносита Дэнситиро Хисаиэ (или сэндай-до — по месту производства), фактически
японский вариант зерцального доспеха, состоящий из пяти частей: передней, задней и трёх
боковых (на правом боку две пластины располагались с перехлёстом). Такая конструкция из пяти частей — гомай-до,
не была уникальной, но именно вариант мастера Юкиносита (со внешними шарнирами и цельными пластинами)
оказался наиболее удачным и прочным.

### Яро-до
место для иллюстрации Яро-до

Очень дорогой доспех, весь покрытый для устрашения медвежьей шкурой и иногда снабжаемый огромными буйволиными рогами.

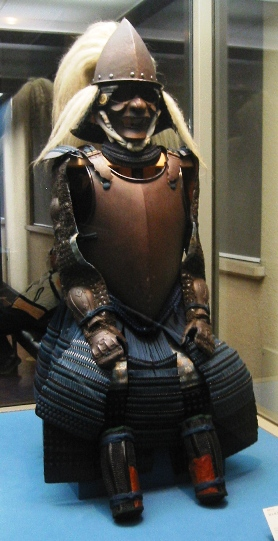
Намбан-До. Национальный музей Токио

### Намбан-гусоку (南蛮胴)
Буквально «доспех южных варваров» — очень дорогой и престижный доспех на основе импортной испанской пуленепробиваемой кирасы и испанского шлема (дополненного японским назатыльником — сикоро), иногда в комплекте с европейскими наплечниками — намбан-содэ, носимый с японскими частями доспехов. При этом, во избежание ржавчины, импортные части доспехов покрывали лаком (нередко цветным). Что любопытно, шлем надевался задом наперёд (назатыльник крепился японскими мастерами так, что после этого шлем можно было носить только задом наперёд, но зато гребень шлема оказывался спереди), а латное ожерелье надевалось не под (как обычно в Европе), а демонстративно на кирасу.
Кроме оригинальных импортных доспехов, существовали также и подражания. Что касается восприятия европейцев как варваров, то это связано с большими культурными различиями той поры. Для сравнения: китайцев и корейцев варварами не называли, более того, и в Японии и в Корее главным видом письменности были китайские иероглифы, а местная письменность использовалась для вспомогательных целей (например, в Японии для написания суффиксов и окончаний к словам, корни которых записаны китайскими иероглифами).

### Хатомунэ-до (Омодака-до)
Буквально «голубиная грудь» — доспех с выпуклым ребром жёсткости посередине груди, созданный под впечатлением испанских кирас, но на японский манер и в японском стиле. В отличие от испанских кирас, ребро жёсткости могло иметь дополнительное наклёпанное усиление, а сама кираса могла быть выполненной из полос — в стиле окэгава-до. Обычно такой доспех носился в комплекте с японскими остроконечными шлемами, созданными под впечатлением испанских, такими как шлем-персик — мономари-кабуто и шлем-жёлудь — сиинари-кабуто.

### Тамэси-гусоку
Буквально «проверенный доспех» — очень дорогой доспех, проверенный на пуленепробиваемость (со следами пуль), обычно это был намбан-гусоку, но мог быть и другой доспех (например, сэндай-до).

### Татами-до

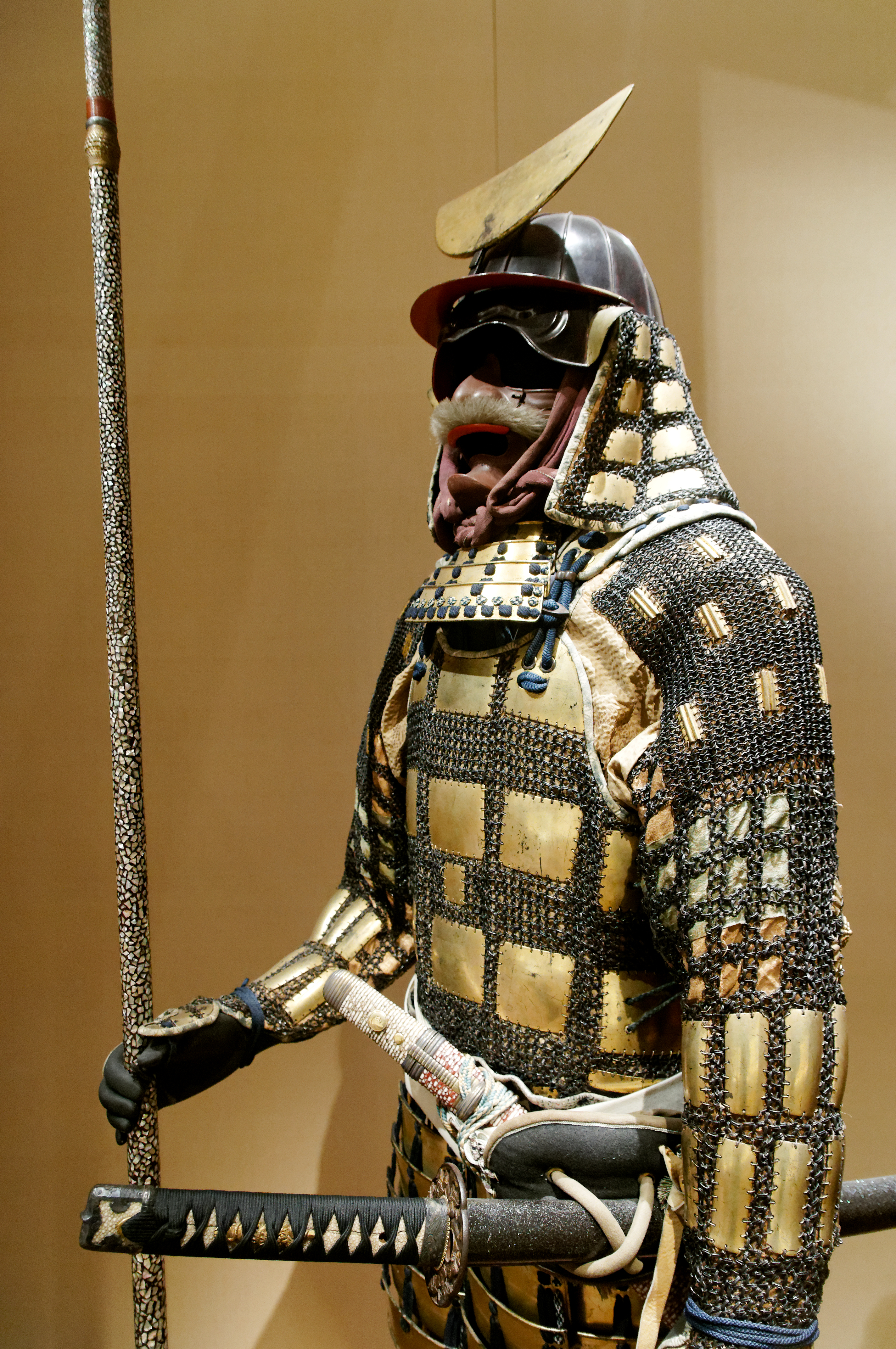
Татами-до

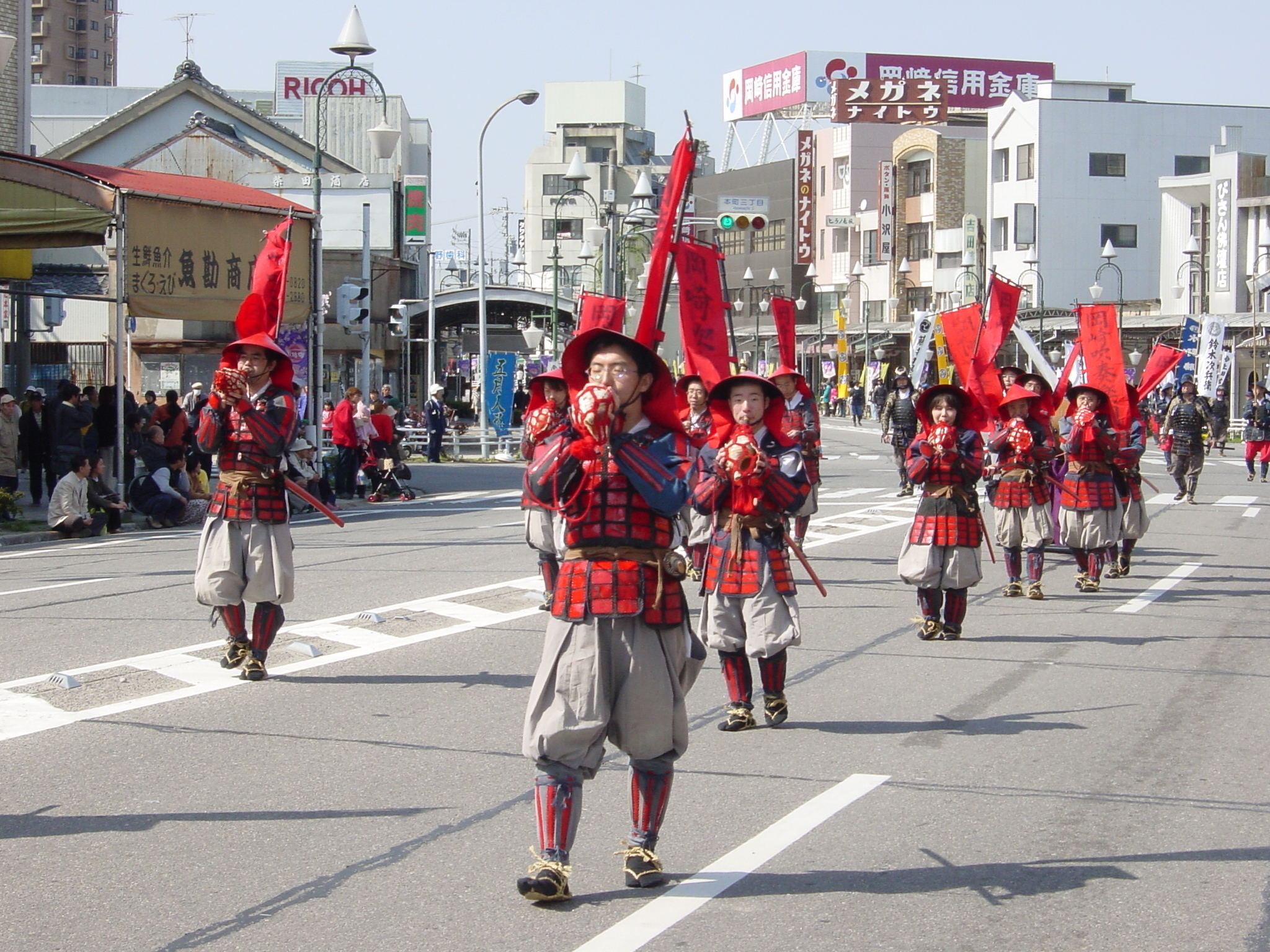
Асигару в татами-до (окаси-гусоку)

Буквально «складной доспех» — дешёвый складной доспех (порой со складным же шлемом) из японской бригантины, наподобие ближневосточного калантаря, но для бедных. Наиболее дешёвые варианты татами-до были из японской кольчуги. Ниндзя также носили кольчуги под верхней одеждой, когда им не требовалась скрытность.

### Окаси-гусоку
Буквально «одалживаемый доспех» — максимально дешёвый пехотный доспех из тонкой кирасы (порой только нагрудник) с ламинарной юбкой и шлема в виде шляпы (называемой дзингаса), выдававшийся из арсеналов для асигару (владельцем доспеха считался даймё). Позднее при Тоётоми Хидеёси (который сам когда-то начинал службу как асигару) все асигару были возведены в ранг самураев, но при этом набор новых асигару был запрещён.
Круглые шляпы от этого доспеха (дзингаса) иногда являются источником комичных недоразумений — люди, незнакомые с японскими доспехами, из-за их круглой формы, порой по ошибке принимают их за «самурайский щит». На самом же деле при самураях использовались только большие стационарные щиты на несколько человек, применявшиеся при осаде и штурме крепостей. А ручные щиты исчезли задолго до появления самурайского сословия — при переходе к конному бою с использованием луков.
При этом, на Окинаве, являвшейся на протяжении веков независимым от Японии государством, был известен деревянный или плетённый из лозы кулачный щит, именуемый тимбэй, обычно применявшийся либо с коротким копьём — ротин, либо с лопаткой для ворошения риса — хэра. То есть явно не сочетающийся с самурайским комплексом доспехов и вооружения, но при этом вполне подходящий для окинавского кобудо с его широким использованием разнообразного подручного оружия, включая и сельскохозяйственный инвентарь.

## Конский доспех — Ума-ёрой

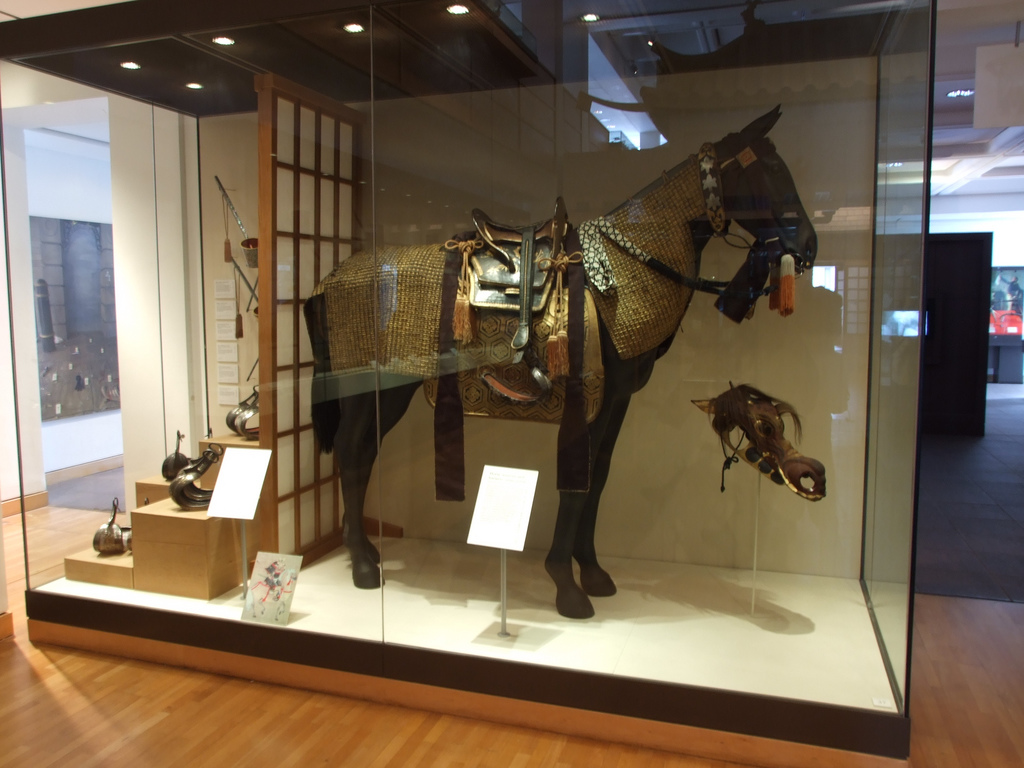
Ума-ёрой — парадный конский доспех

Был изобретён в эпоху Эдо, когда войны уже закончились, в связи с чем применялся только как парадный.

## Части японского доспеха
1. кираса — до 胴（仏胴）
2. латная юбка — кусадзури (у ранних доспехов)/гэссан (у поздних доспехов) 草摺
3. набедренники — хайдатэ (старое название: хидза-ёрой) 佩楯
фактически представляли собой латную юбку, секции которой могли быть обвязаны вокруг бёдер (то есть необязательно обвязывались) образуя подобия штанин
4. наколенники — татэ-огэ 立挙
5. поножи — сунэатэ 臑当（篠臑当）
вместо поножей, асигару носили обмотки — кяхан, которые использовались самураями в качестве поддоспешника под поножи (то есть носились для амортизации ударов)
6. латная обувь/сабатоны с отдельным большим пальцем — когакэ 甲懸
когакэ из кожи, усиленной пластинами и кольчугой, надевавшиеся поверх сандалий, менее известны чем знаменитые башмаки из медвежьей шкуры — куцу
7. наплечники — содэ 袖（当世袖）
8. наручи — котэ 籠手（篠籠手）
перевод «наручи» является приблизительным, так как только некоторые варианты котэ являлись настоящими наручами, и чаще всего котэ представляли собой стёганый матерчатый рукав с нашитыми пластинками и кольчугой (в ранних вариантах нередко без кольчуги). Что любопытно, к моменту появления самурайского доспеха, а именно о-ёрой, настоящие наручи (защита предплечья), имевшиеся у до-самурайских доспехов, успели полностью выйти из употребления. И почти весь поздний Хэйан защита рук ограничивалась лишь наплечниками и перчатками для стрельбы из лука. Но в конце Хэйан — начале Камакура, появился наруч в виде стёганного рукава с несколькими нашитыми пластинками (нередко из лакированной кожи, а не металла), предназначенный для защиты левой руки, держащей лук, от удара тетивой. Причём в связи с особой японской техникой стрельбы из лука — юкаэри, когда лук после стрельбы свободно проворачивается в держащей его руке, удар тетивой мог прийтись не по внутренней предплечья, а по наружной. Что любопытно, техника юкаэри была предназначена для избежания удара тетивой по руке, и опытный лучник, используя эту технику, действительно избегал такого удара. но в горячке боя неопытный воин всё же рисковал получить удар тетивой. Вновь появившиеся наручи оказались также полезны и при фехтовании, особенно с нагинатой и против неё, в связи с чем уже при первых регентах Ходзё, наручи стали носить на обеих руках.
9. рукавицы и перчатки — тэкко (полурукавицы) и югакэ (перчатки) 手甲（摘手甲）
тэкко — как правило, представлял собой пластину (нередко в виде стилизованной ладони), являющуюся частью котэ и прикрывающую тыльную сторону ладони, в поздних вариантах оснащённую дополнительной пластиной, прикрывающей большой палец. Остальные пальцы обычно были либо не защищены, либо прикрыты только частично.
перчатки юкагэ были предназначены лишь для защиты пальцев при стрельбе из лука, и потому не давали достаточной защиты от холодного оружия.
10. вентиляционное отверстие на макушке шлема — тэхэн 兜（日根野形頭形兜）
11. шлем — кабуто 腰巻
12. козырёк/налобник — мабидзаси 吹返
13. обвод — косимаки 眉庇
широкая пластина, идущая по нижнему краю шлема, помимо его усиления служащая также креплением для назатыльника. Импортные европейские шлемы, не имевшие этой пластины, специально дооснащались ею в целях крепления назатыльника
14. назатыльник/бармица — сикоро しころ（日根野しころ）
15. рога — кувагата (стилизованные) или ваки-датэ (настоящие) 立物（水牛の脇立）
фигурная пластина кувагата, изогнутая назад-вбок, хоть обычно и имела форму стилизованных рогов, могла иметь также и другую форму
термином ваки-датэ (боковыми датэ), назывались не только настоящие рога, но и любые украшения, прикреплённые с боков шлема
16. украшение — датэ 立物（日輪の前立）
маэ-датэ — передние украшения; ваки-датэ — боковые украшения; касира-датэ — верхние украшения; усиро-датэ — задние украшения
17. маска — мэнгу 面頬（目の下頬）
18. наподбородник (защита горла) — ёдарэ-какэ (для маски)/нодава (отдельное) 垂
крепление ёдарэ-какэ было предназначено для ношения с маской, и потому ёдарэ-какэ могло носиться только с ней; нодава, напротив, не могло носиться с маской
19. завязки шлема — кабуто-но-о 襟廻
при ношении маски завязки шлема обвязывались вокруг специально вытянутого для этой цели подбородка маски

## Галерея

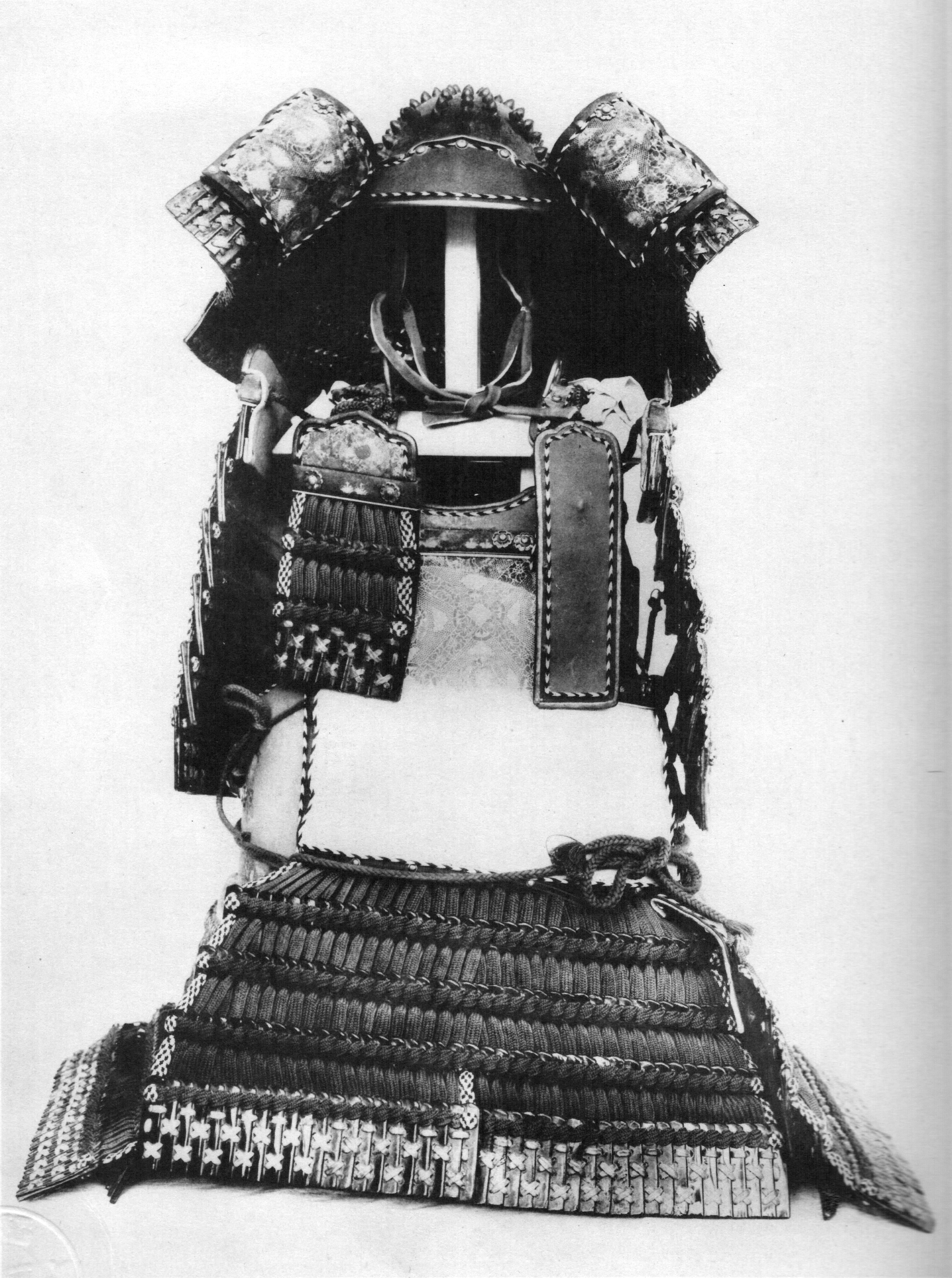
О-ёрой
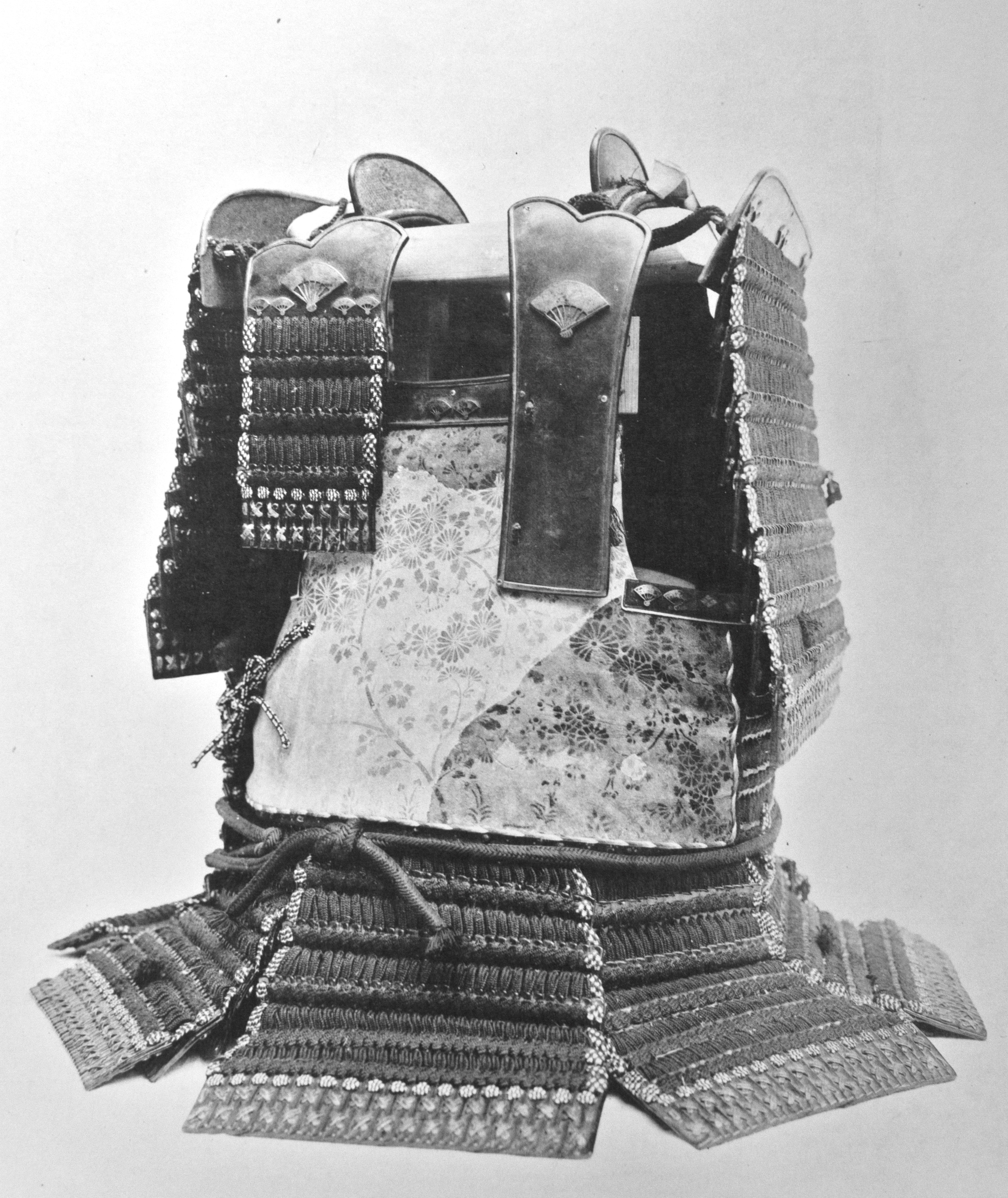
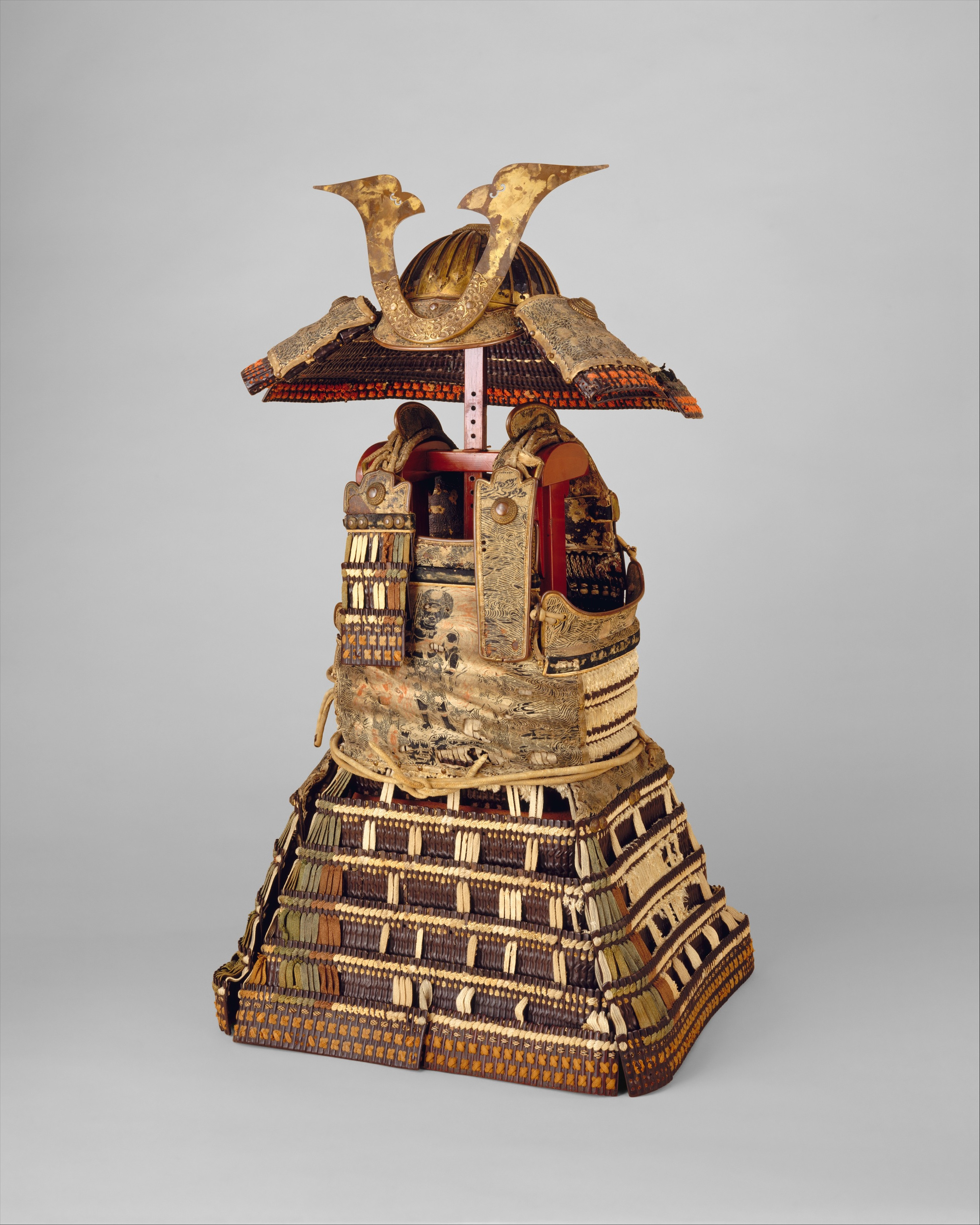
О-ёрой
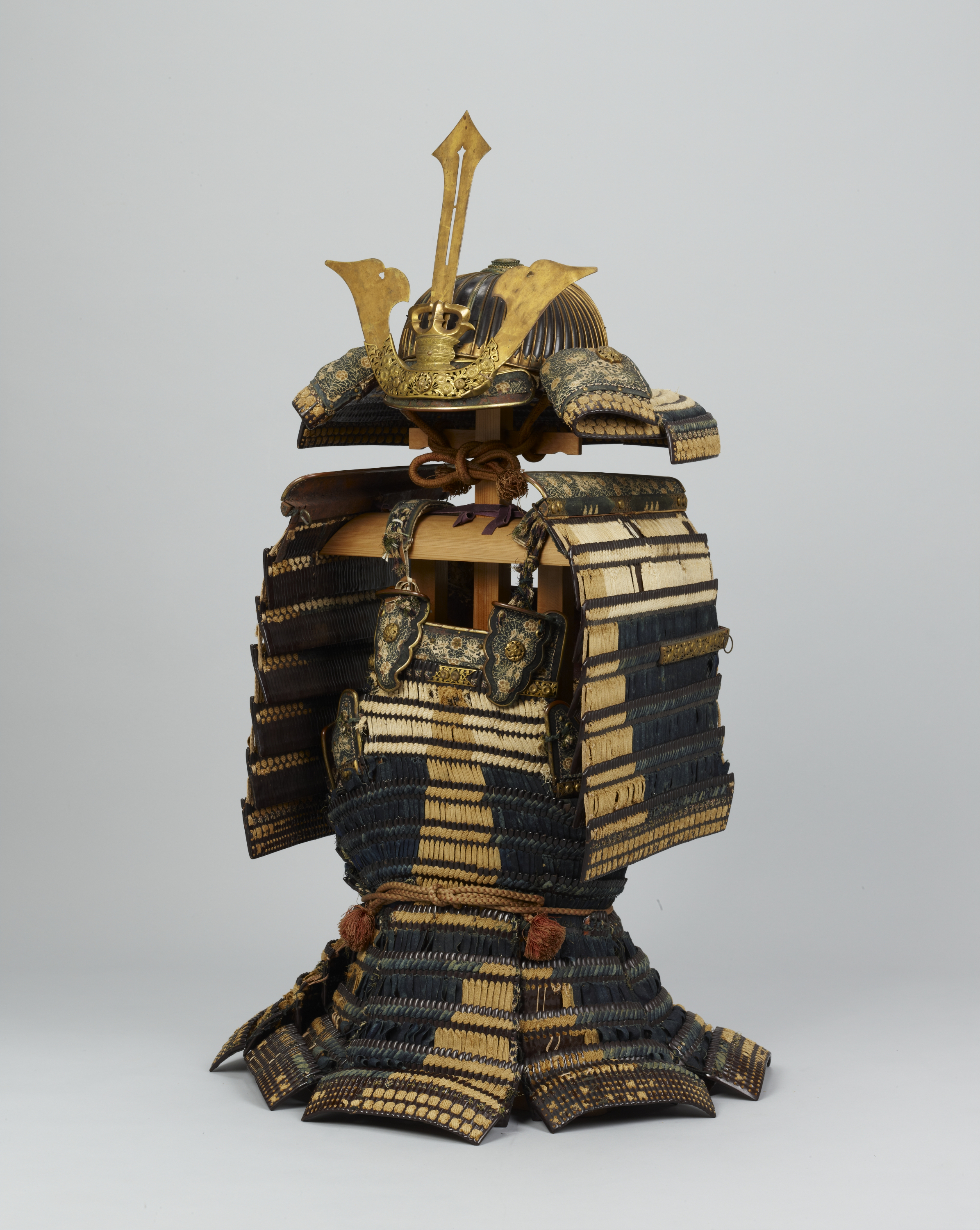
До-мару
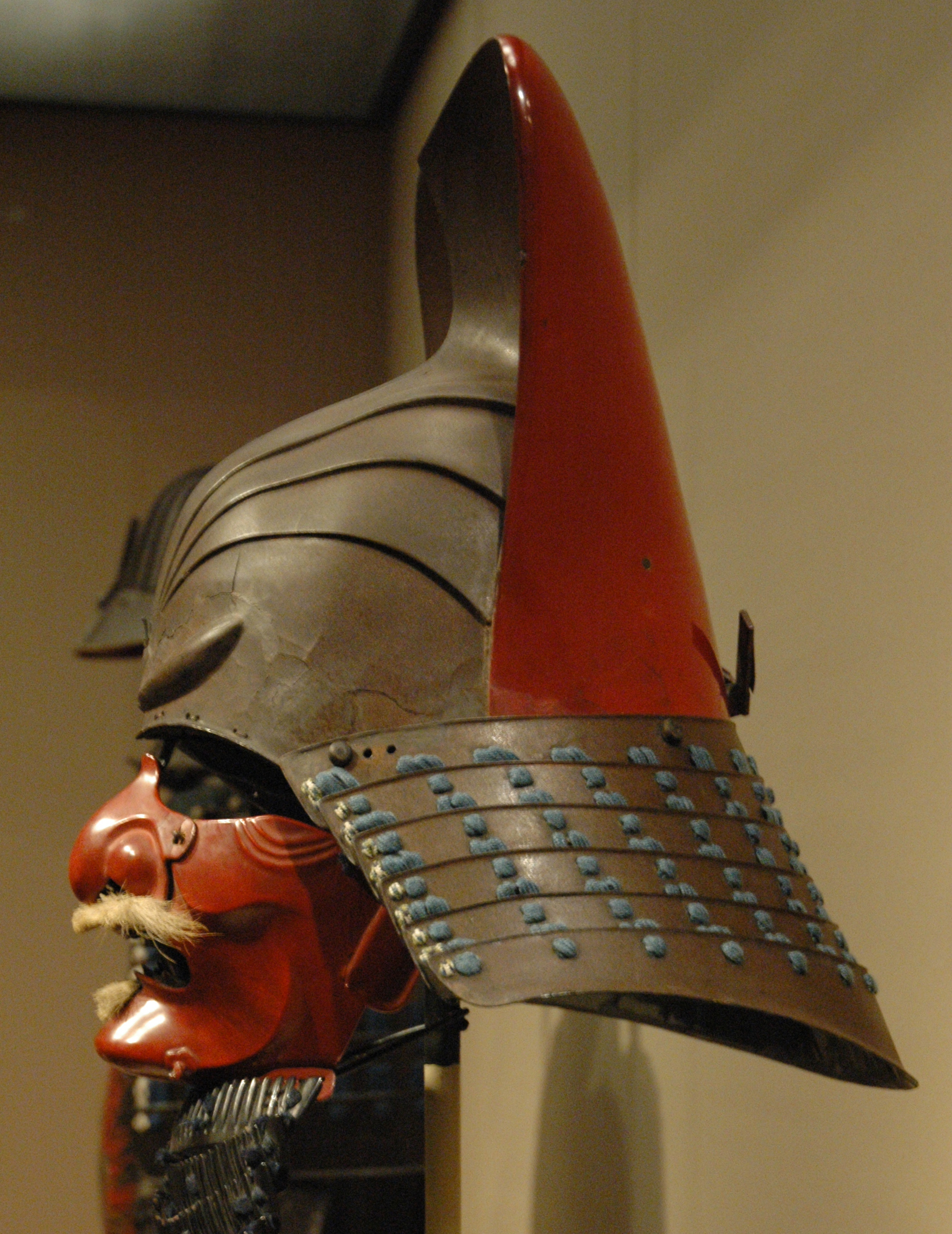
Шлем в форме горна из морской ракушки
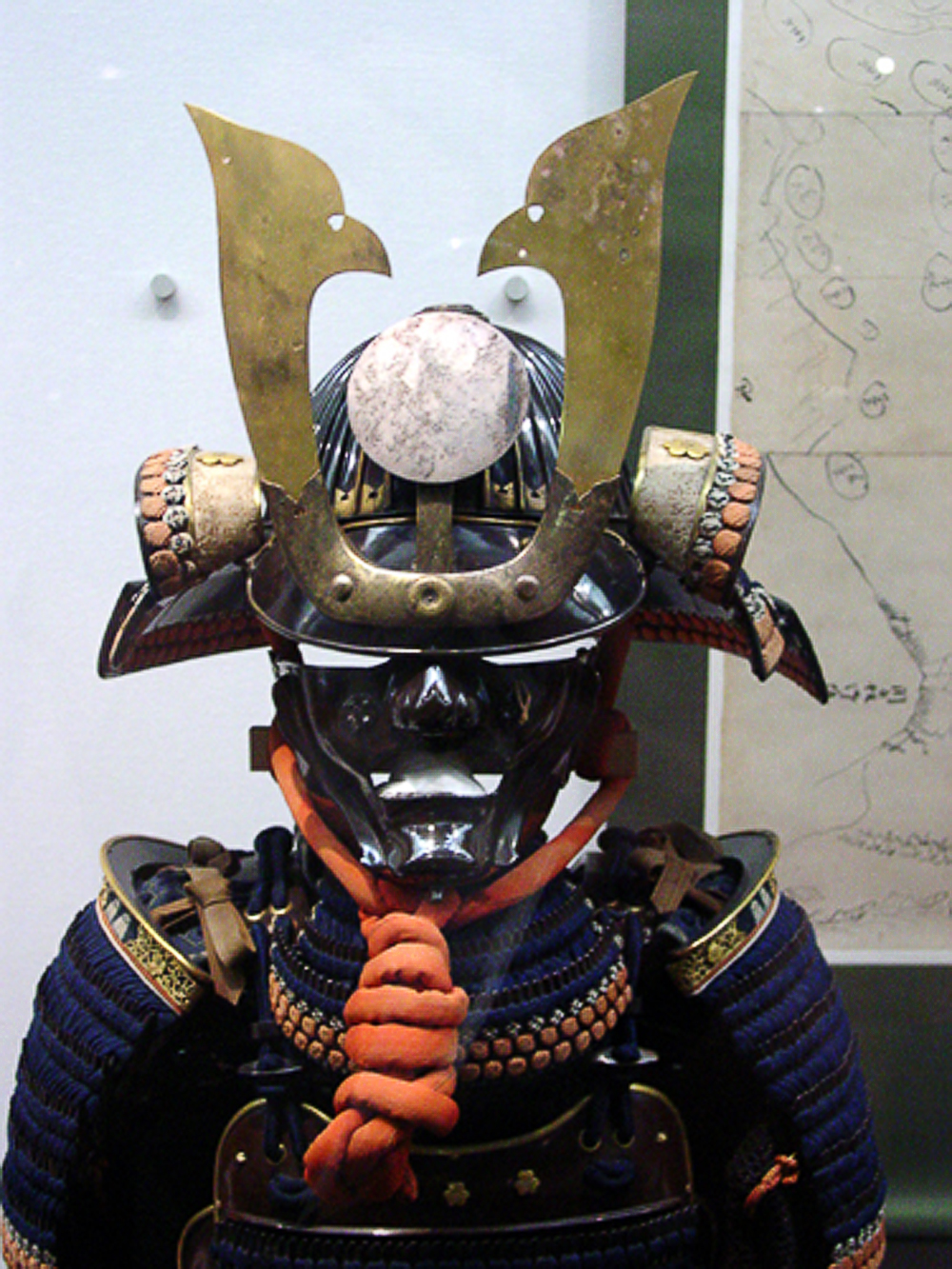
Маска самурая с декоративными рогами
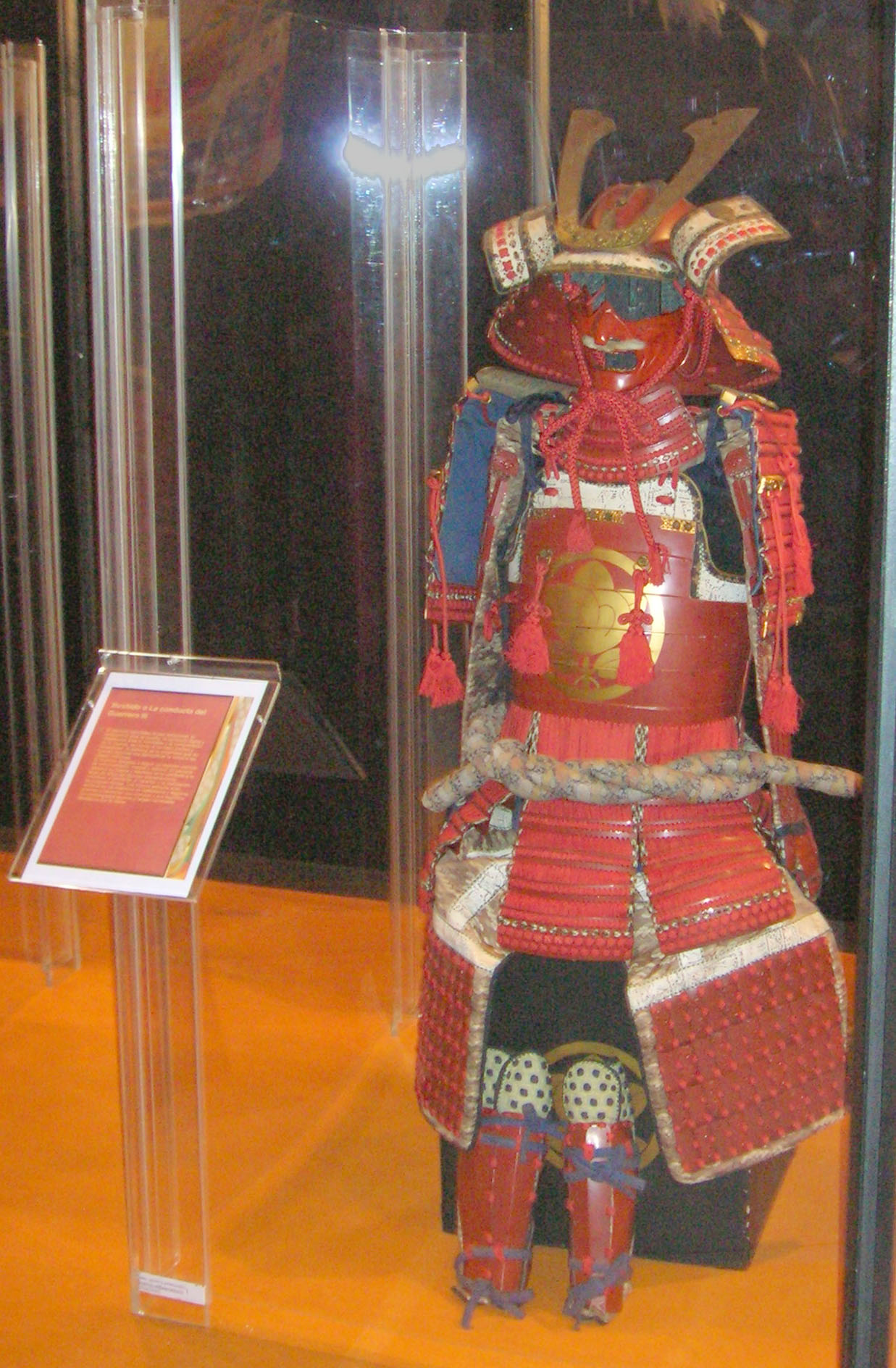
Окэгава-до
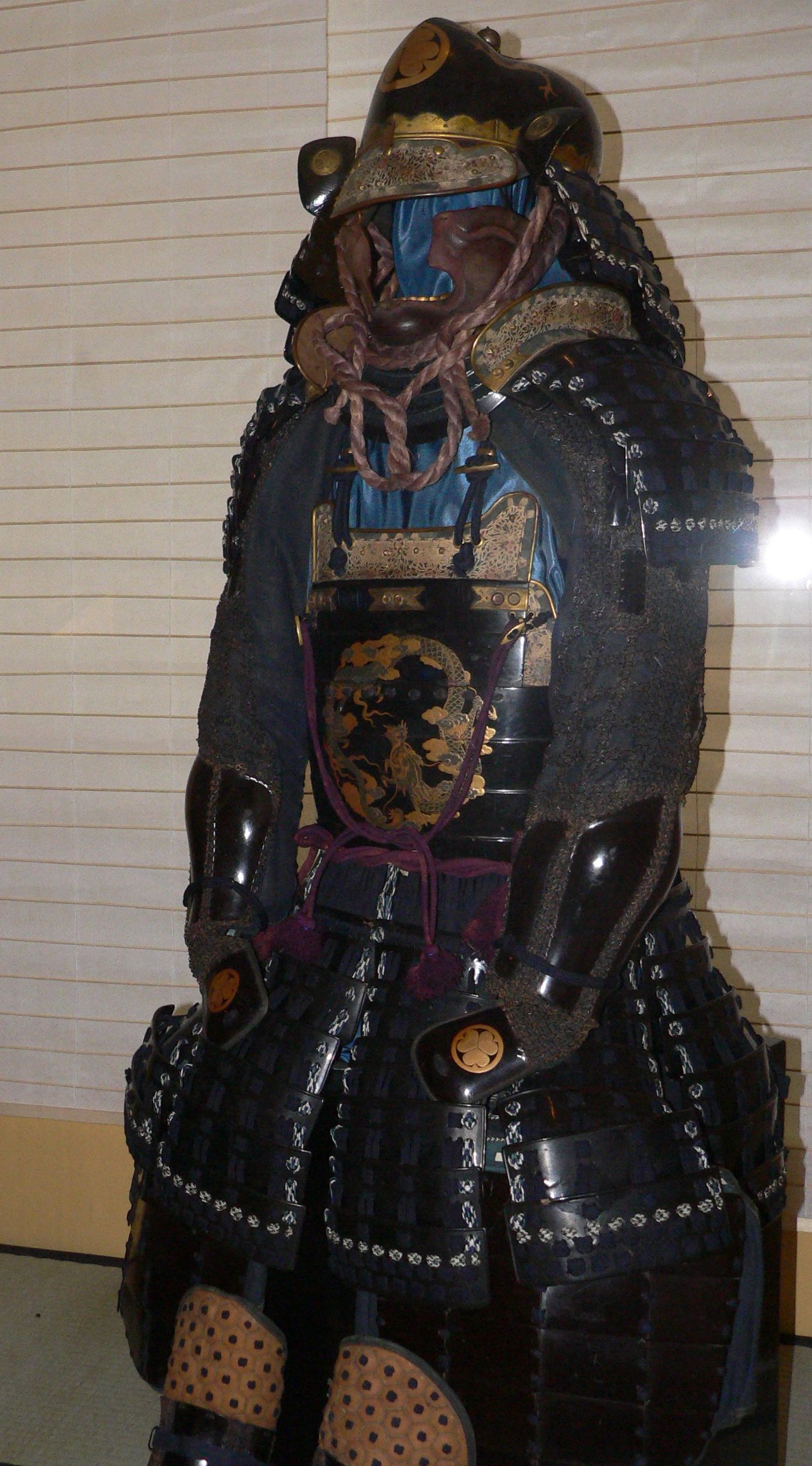
Окэгава-до
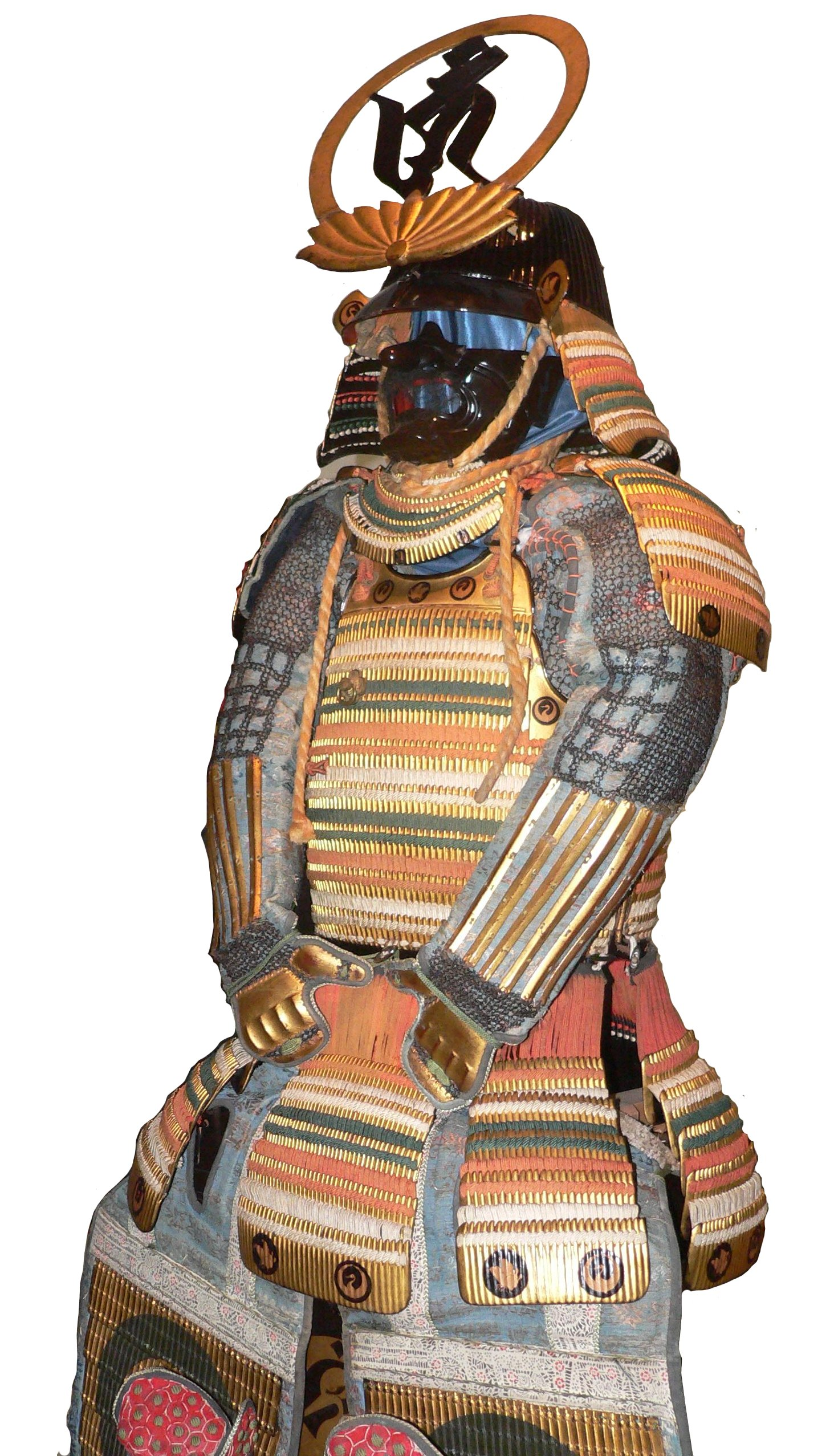
Тосэй-гусоку
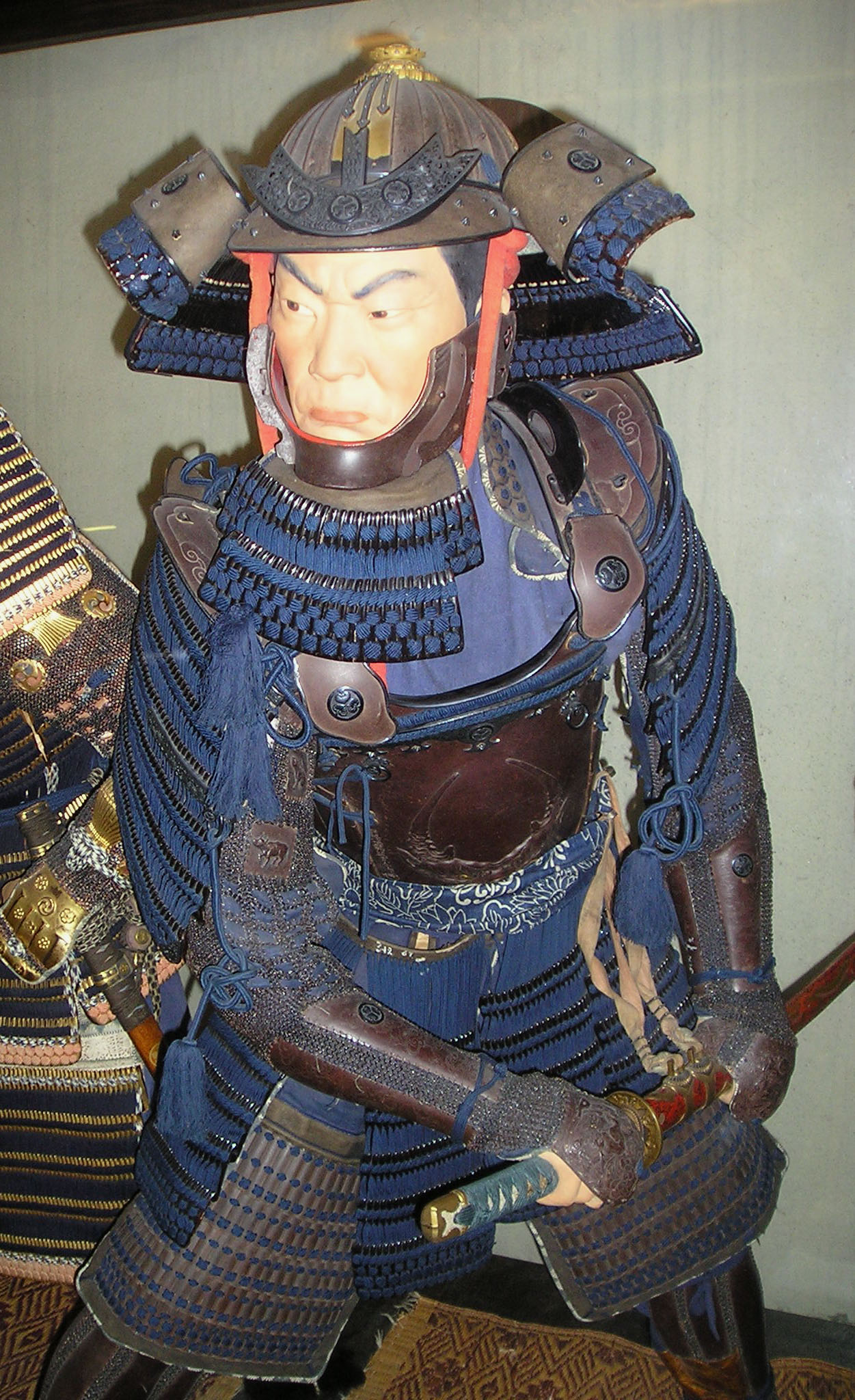
Юкиносита-до